# Tourismus

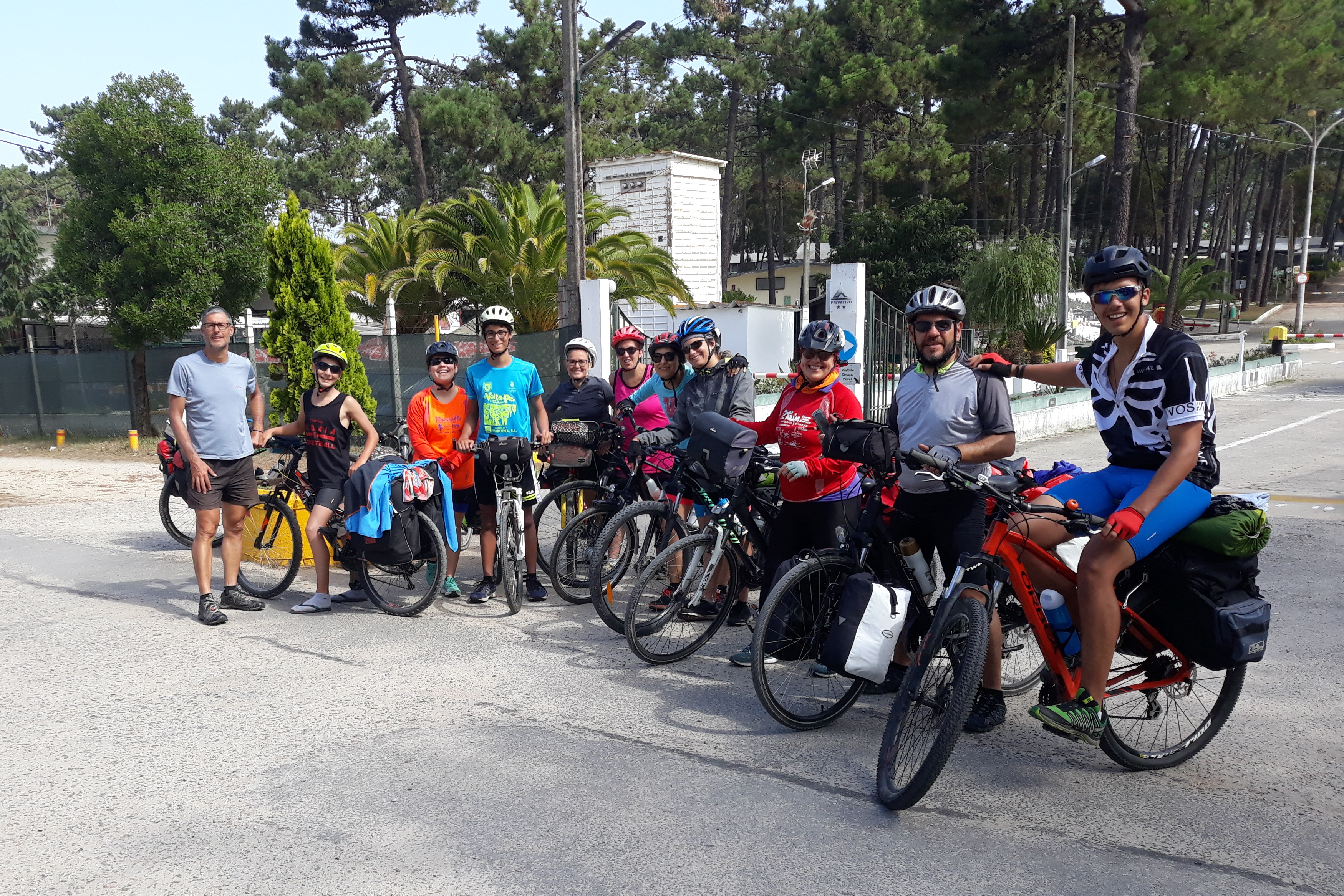
Radtourismus mit Gepäck

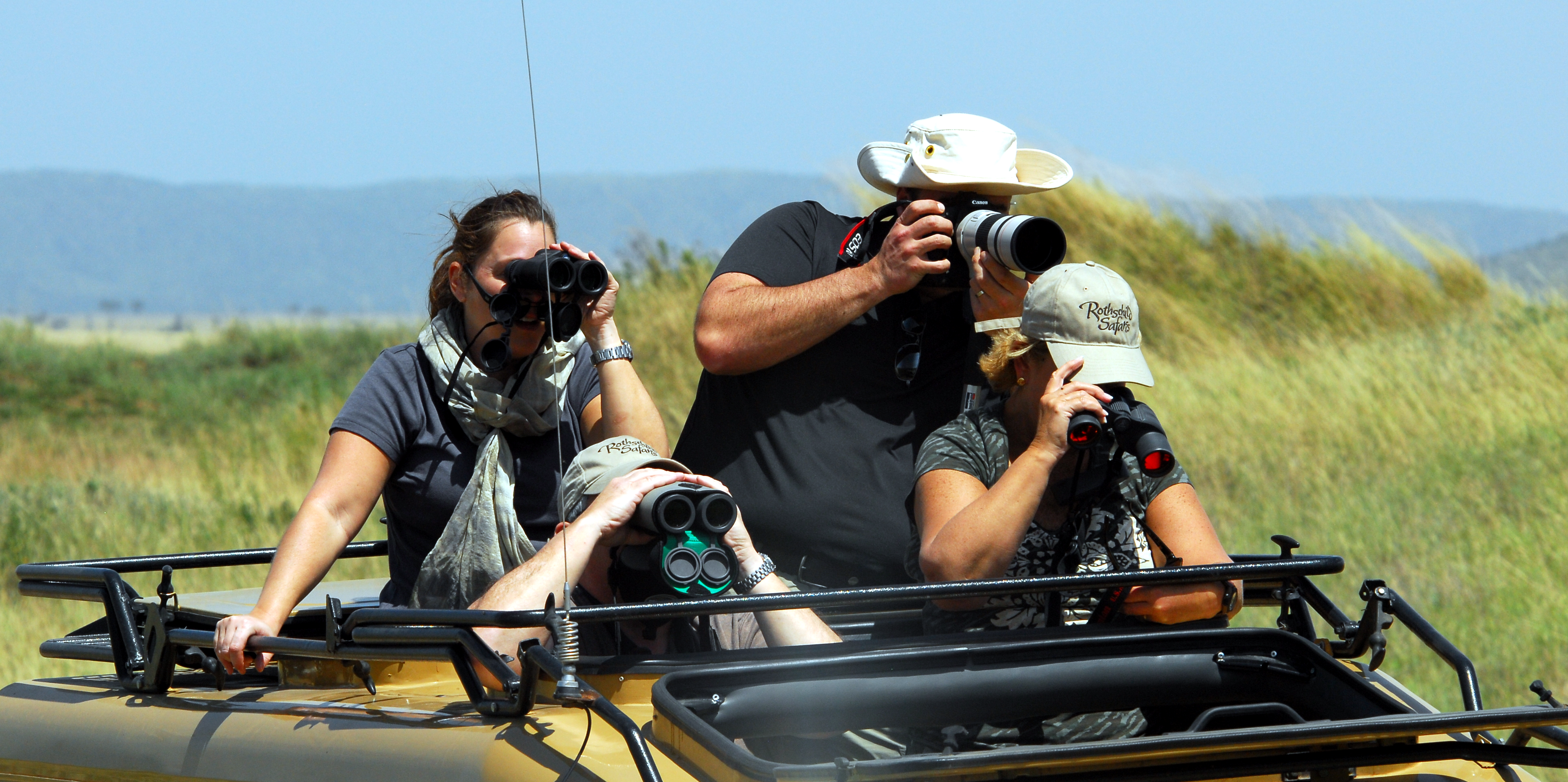
Touristen auf Fotosafari in der Serengeti, Tansania

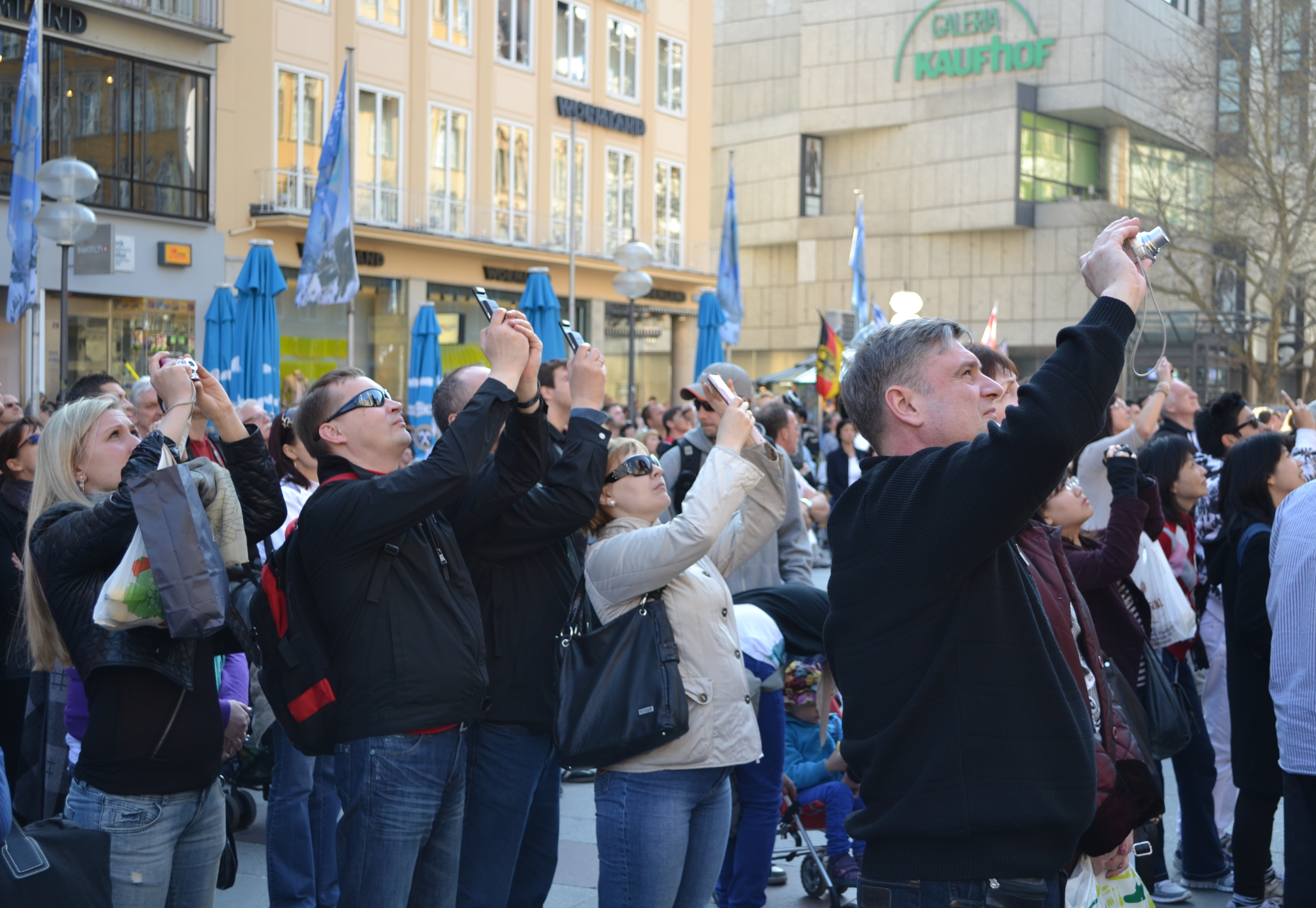
Touristen beim Glockenspiel am Münchener Marienplatz

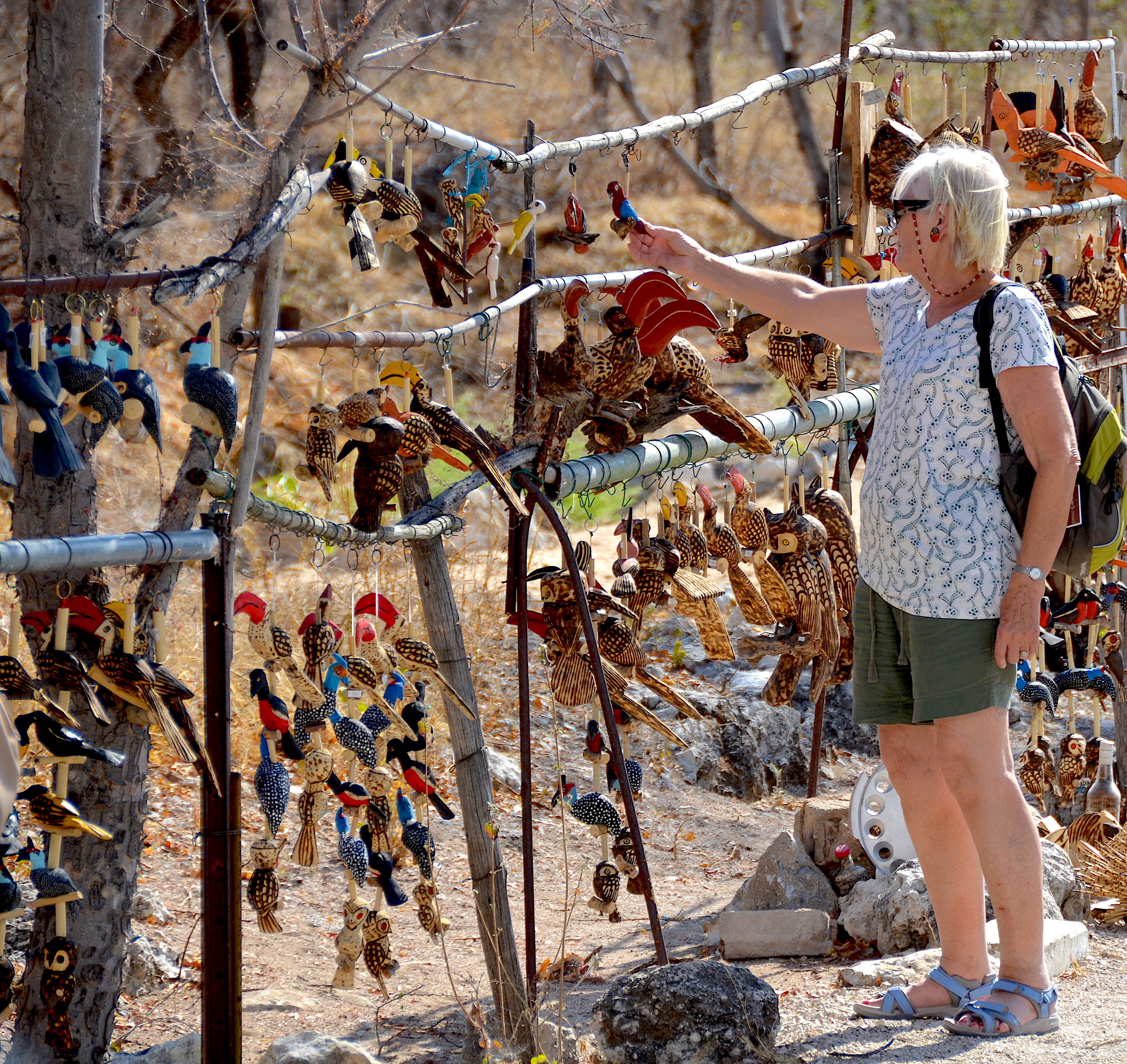
Der Verkauf einheimischer Handarbeiten an Touristen stellt in Namibia eine wichtige Einnahmequelle dar

Der Tourismus (auch Touristik oder Fremdenverkehr) ist die temporäre Ortsveränderung durch Reisen von Personen in Destinationen, die sich außerhalb ihres üblichen Wohn- oder Arbeitsorts befinden. Die reisenden Personen werden Touristen genannt.

## Etymologie und Abgrenzungen
Das Lehnwort Tourismus stammt aus „kreisförmige Bewegung, Spaziergang, Ausflug, Reise“ (französisch le tour), zum Verb für „drehen, umdrehen, wenden“ (französisch tourner), das wiederum aus „runden“ (lateinisch tornare) entlehnt ist. Mit „runden, wenden“ ist die einer Reise immanente Rückkehr gemeint. Zunächst tauchte das Wort „Tourist“ auf, erstmals um 1800 im Englischen, 1816 im Französischen und um 1830 im Deutschen. Der Begriff „Tourismus“ erschien in Deutschland erstmals häufiger nach dem Zweiten Weltkrieg und ersetzte zunehmend den Begriff „Fremdenverkehr“. Die französischen Wörter tourisme und touriste wurden als offizielle Bezeichnungen erstmals vom Völkerbund verwendet, um Reisende zu beschreiben, die mehr als 24 Stunden im Ausland verbringen. Der Völkerbund hatte Französisch als Verkehrssprache.

## Merkmale
Der Tourismus umfasst heute nicht nur grenzüberschreitende Reisen, sondern auch den Binnentourismus. Touristische Reisen dienen sowohl der Erholung und Entspannung (Erholungsurlaub) als auch der Bildung (Bildungsurlaub, Kulturtourismus) und Wellness. Darüber hinaus werden auch Dienst- und Geschäftsreisen von der Reisebranche als Tourismus angesehen, deren Zweck weitgehend zur Arbeitszeit zu zählen ist. Deshalb findet Tourismus nicht nur in der Freizeit (Urlaub) der Touristen statt. Auch die „United Nations Conference on International Travel and Tourism“ fasste 1963 für statistische Zwecke „Geschäft“ und „Konferenz“ zum Tourismus. Bedingung war ein mindestens 24 Stunden dauernder Aufenthalt in der Destination, unterhalb von 24 Stunden hießen die Reisen „Ausflug“. Beiden gemeinsam ist, dass die temporäre Reise mit einer Rückfahrt in das Herkunftsland enden muss. Die Vorgängerin der Eurostat (SAEG) setzte 1991 voraus, dass Tourismus eine vorübergehende Ortsveränderung außerhalb des gewöhnlichen Aufenthaltsortes zur Folge hat und dieser Aufenthalt nicht entlohnt wird.
Den Begriff Fremdenverkehr definierten 1942 die Schweizer Walter Hunziker und Kurt Krapf als die „Beziehungen und Erscheinungen, die sich aus der Reise und dem Aufenthalt Ortsfremder ergeben, sofern daraus keine dauernde Niederlassung entsteht und damit keine Erwerbstätigkeit verbunden ist“. Das Wort selbst dürfte auf Louise Otto-Peters zurückgehen, die in Recht der Frauen auf Erwerb (1866) den starken Fremdenverkehr in Dresden erwähnte. Der Wortbestandteil „fremd“ ist heute eher negativ konnotiert, weswegen überwiegend von Tourismus gesprochen wird, auch wenn er noch in Fremdenverkehrsamt, Fremdenverkehrsbeitrag, Fremdenverkehrsgemeinde und anderen Zusammensetzungen vorkommt.

## Allgemeines
Zum Tourismus zählen mehrere Wirtschaftszweige, wie z. B. Personentransportunternehmen, Reisebüros, Hotellerie und Gastgewerbe oder Freizeitwirtschaft. Tourismus wird in verschiedene Kategorien untergeordnet, z. B. mit welchem Transportmittel man reist oder um welche Art von Reisen es sich handelt (Safari, Erholungsurlaub etc.).
Als wirtschaftliche Grundlage des Tourismus gelten im Wesentlichen die Kulturgüter und die Natur des Reiseortes. Aber selbst die gegenwärtige oder ehemalige Staatsform eines Landes können für den Tourismus entscheidend sein. So bringt zum Beispiel die Faszination der britischen Königsfamilie jedes Jahr Millionen von Touristen nach Großbritannien und damit der Volkswirtschaft jährlich rund 600 Millionen Euro. In Zentraleuropa ist die Familie Habsburg zu nennen. Nach Einschätzung dürfte die Marke Habsburg allein für Wien für Tourismus-Umsätze von 60 Mio. Euro im Jahr sorgen.
Die Branche zählt weltweit zu den größten Wirtschaftszweigen. 2004 wurden nach Angaben der Welttourismusorganisation in diesem Bereich Erlöse von etwa 623 Milliarden US-Dollar erzielt. Mit weltweit rund 100 Millionen Beschäftigten gilt der Tourismus als einer der bedeutendsten Arbeitgeber. Grenzüberschreitende Reisen machen 25 bis 30 Prozent des Welthandels in diesem Dienstleistungsbereich aus. Auswertungen und Trends zum Thema liefert die Tourismusstatistik. Etwa 8 Prozent der globalen Treibhausgasemissionen entfallen auf den globalen Tourismus.

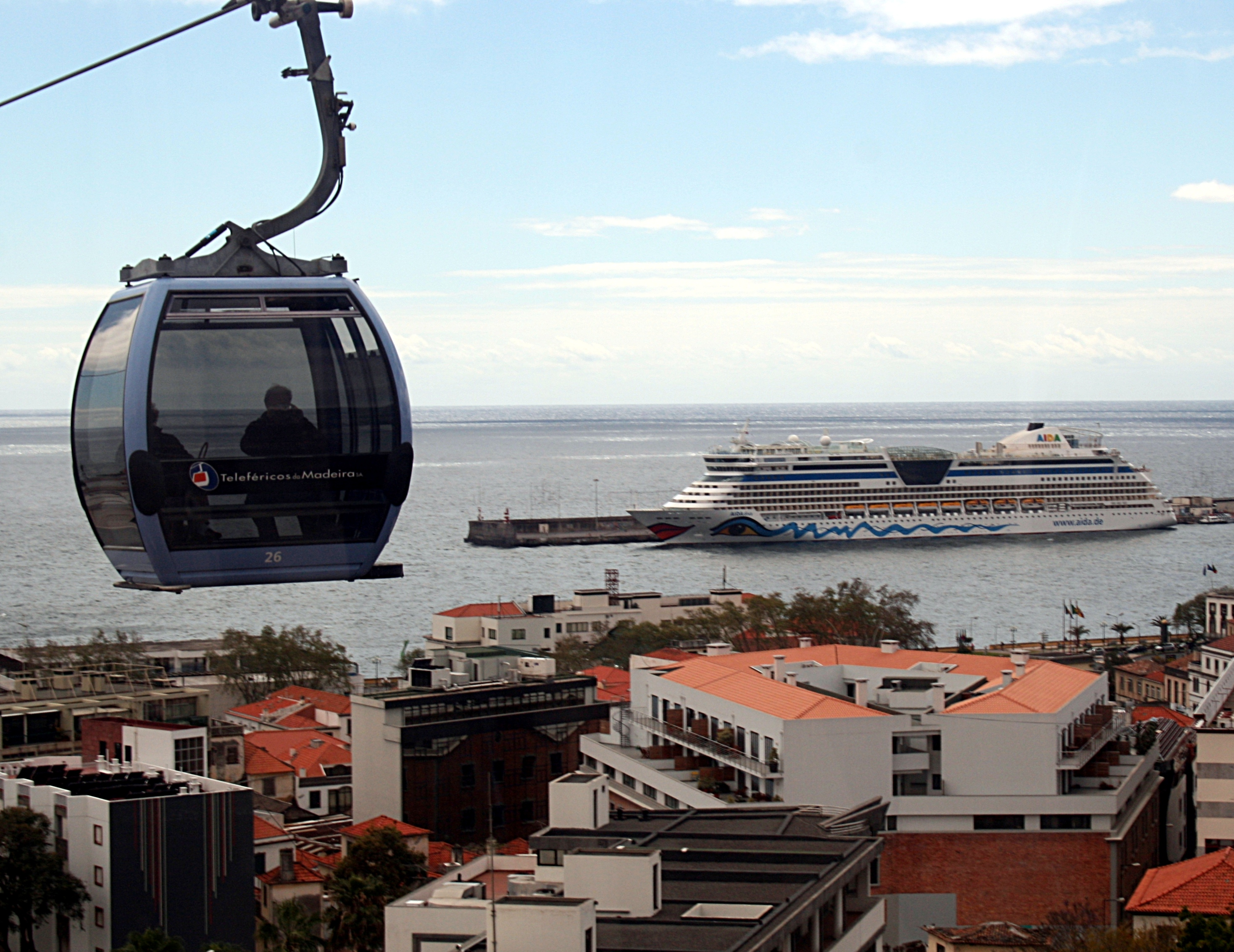
Ganzjährig: Madeira-Tourismus

Tourismus kann folgendermaßen definiert werden: Die in einem bestimmten Ort oder Gebiet durch den Zustrom von Zugereisten oder wenigstens nicht dort Ansässigen (Freizeitreisenden, Geschäftsreisenden, Verwandten- und Bekanntenbesuchern, Eigentümern bzw. Mietern von Wochenendhäusern und Zweitwohnungen) entstehende wirtschaftliche und gesellschaftliche Veränderung und die daraus dort und anderswo resultierende Industrie oder Tätigkeit. Aus beruflichen Gründen täglich in einen anderen Ort fahrende Unternehmer oder Arbeitskräfte (Pendler) werden hier nicht erfasst.

„Touristen sind Personen, die zu Orten außerhalb ihres gewöhnlichen Umfeldes reisen und sich dort für nicht mehr als ein Jahr aufhalten aus Freizeit- oder geschäftlichen Motiven, die nicht mit der Ausübung einer bezahlten Aktivität am besuchten Ort verbunden sind.“

Das Bildungswesen bleibt bei diesen Definitionen weitgehend ausgeklammert. Befindet sich ein Student, der aus seinem Wohnort für zehn Monate in ein Studentenheim einer Universitätsstadt zieht, dort aus „geschäftlichen Motiven“? Wird diese Frage bejaht, so lassen seine 300 Nächtigungen in diesem Heim ohne Weiteres in die Tourismusergebnisse der Universitätsstadt aufnehmen. In der praktischen Anwendung der Definitionen bestehen in Europa unterschiedliche Vorgangsweisen, soweit eine amtliche Tourismusstatistik überhaupt geführt wird.
Für einen erweiterten Begriff von Tourismus- und Freizeitwirtschaft wird der nicht-touristische Freizeitkonsum der Ortsansässigen am Wohnort hinzugerechnet. Dieses volkswirtschaftliche Konzept erfordert nicht mehr, gleiches Verhalten (etwa Kinobesuch, Baden, Schifahren) in der Skalierung der jeweiligen Ortsansässigkeit (einer Stadt, einer Region, eines Staates) getrennt zu betrachten und mehrfach zu erheben. Damit zerfällt Tourismus- und Freizeitwirtschaftliche Rechnung in drei Bilanzen, Incoming (in eine Region Einreisende, von außen eingebrachte Dienstleistungen), Outgoing und Binnentourismus (Freizeit und Tourismuswirtschaft der Bewohner der Region). So lassen sich soziologisch-geographisch etwa typische Tourismusregionen (hohe Wertschöpfung, hoher Incoming Tourismus) oder „lebendige“ Regionen (hoher Binnenanteil) feststellen.

## Segmente des Tourismus
Unter den Begriff Tourismus fallen unterschiedliche Reisearten und -formen. Diese lassen sich nach unterschiedlichen Kriterien klassifizieren, wobei sich demographische von verhaltensorientierten Kriterien unterscheiden lassen. Üblich sind Klassifikationen z. B. nach Motivation (z. B. Kultur- oder Bildungstourismus, Filmtourismus, naturnaher Tourismus, Sporttourismus etc.), Dauer, Organisationsform (Individual-/Veranstalterreisen), Teilnehmerzahl (Massen-/Exklusivtourismus), Zielort, Entfernung, Transportmittel, Ökobilanz (Sanfter Tourismus), Herkunft der Touristen (Ausländer-/Binnentourismus), Unterkunftsart, Alter, Familienstand und Reisezeit. Als „schwarzer Tourismus“ oder Thanatourismus werden Besichtigungen von Gedenkstätten oder historisch relevanten Tatorten, wie Auschwitz, Ground Zero und Verdun, bezeichnet. Das Phänomen findet besonders in der Tiefenpsychologie, Konfliktstudien und den Kulturwissenschaften Beachtung.
Darüber hinaus gibt es noch Bezeichnungen für Tourismus-Zwecke, die in der Presse und in der Umgangssprache zu finden sind, die aber in der Tourismus-Branche selbst und der Werbung meist keine Verwendung finden, so die Bezeichnungen Sextourismus, Sauftourismus (englisch: alcotourism), Ballermann-Tourismus, Party-Tourismus etc.
Je nach der Anzahl der zu einer bestimmten Destination reisenden Touristen unterscheidet man zwischen Individual- und Massentourismus. Je nach Reisedauer gibt es Tagesausflüge (1 Tag), Städtereisen (Kurzurlaubsreisen; 2 bis 4 Tage) oder Erholungsreisen (5 Tage und mehr). Eine Reise muss statistisch fünf Tage dauern, um in der Reisestatistik erfasst zu werden. Die durchschnittliche Reisedauer der Deutschen betrug 2019 12,3 Tage, wobei der Trend zu einer Verkürzung der Reisedauer führt.

## Geschichte

### Entwicklung des Reisens und der Urlaubsgestaltung

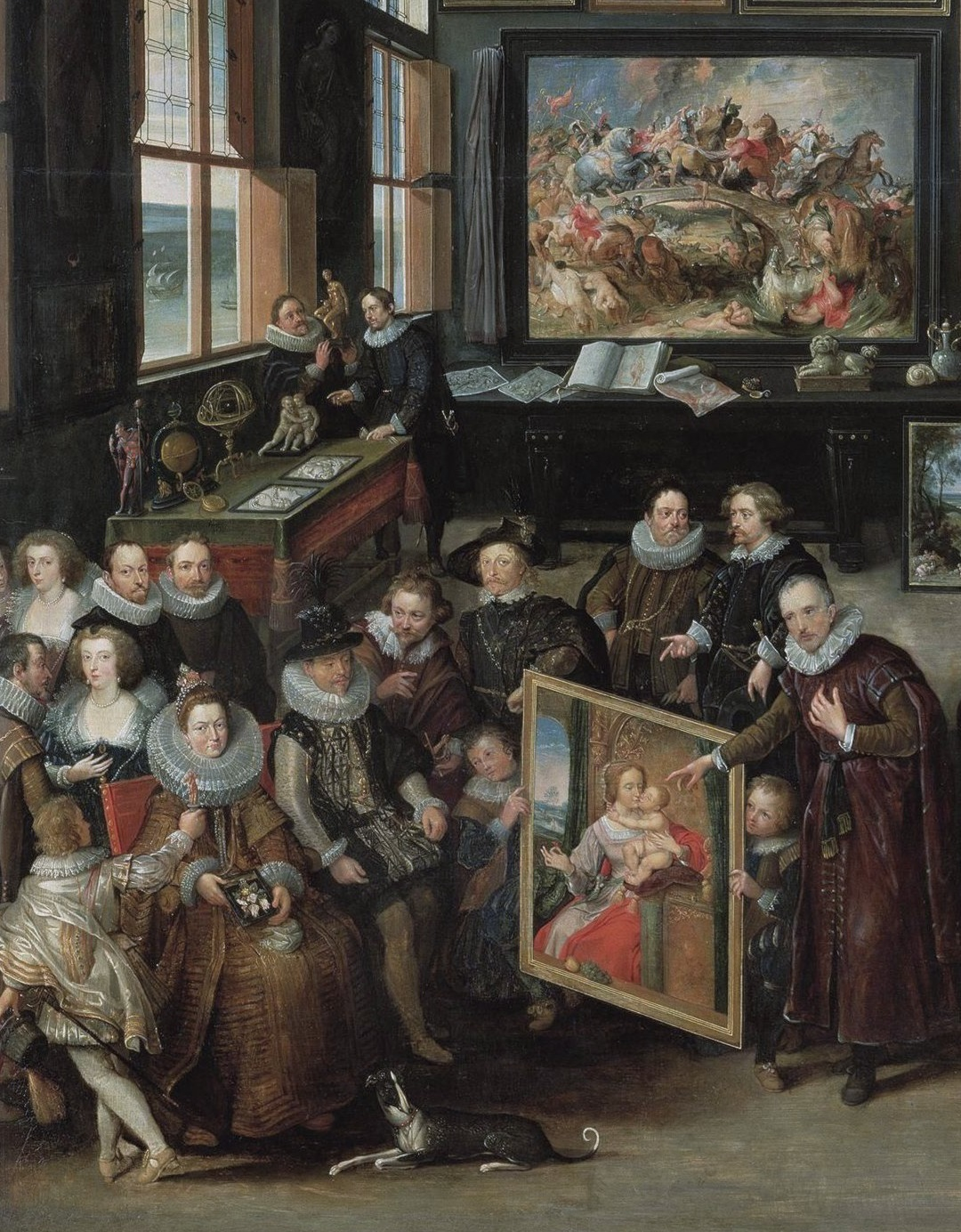
Prinz Ladislaus Sigismund von Polen besucht Galerie von Cornelis van der Geest in Brüssel im Jahre 1624.

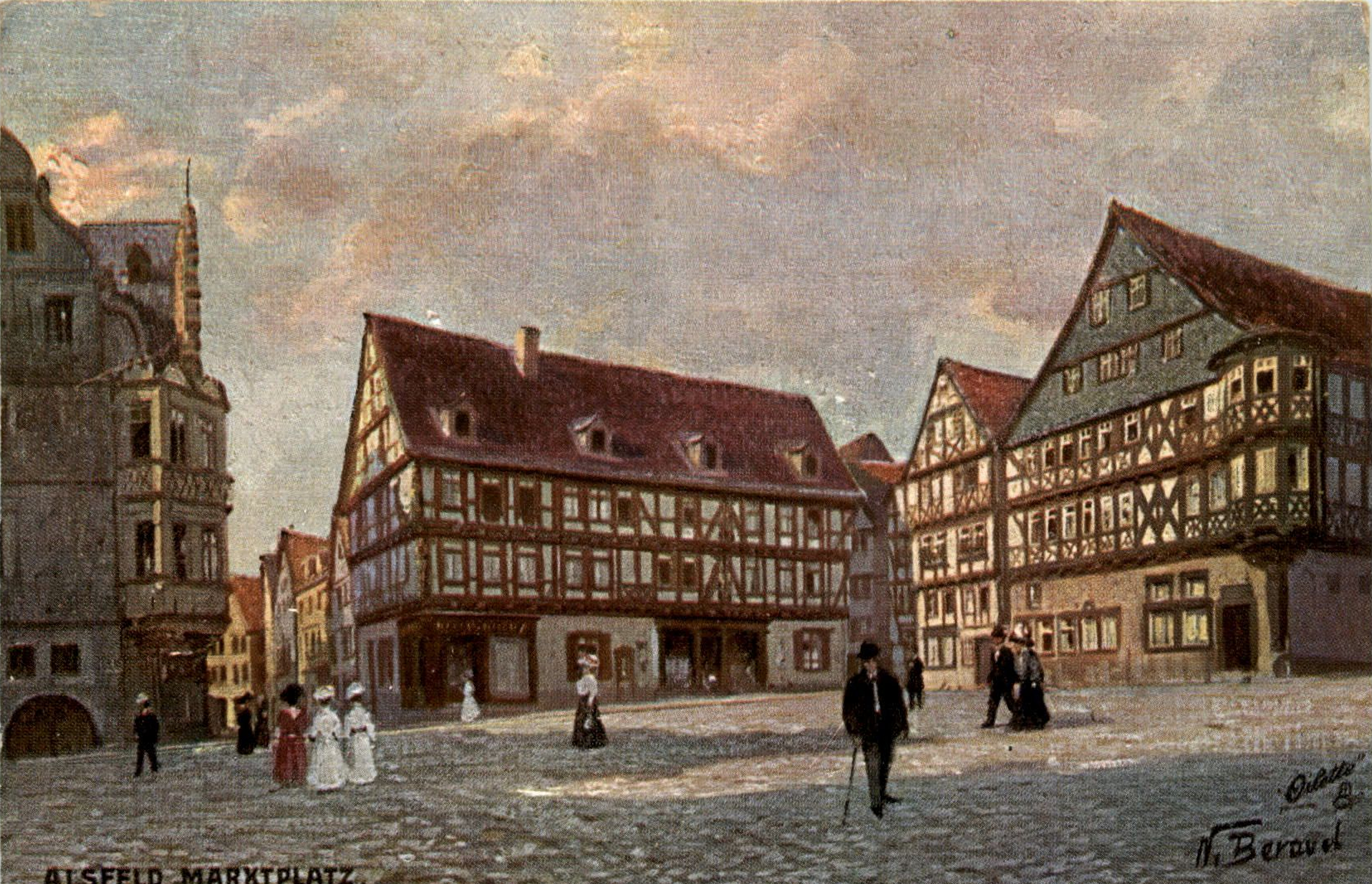
Künstlerische Postkarte des Marktplatzes in Alsfeld mit Touristen

Waren es anfangs praktische Gründe wie die Suche nach Nahrungsplätzen oder Wasser oder die Flucht vor Naturkatastrophen, die Menschen zu Reisenden werden ließen, so änderten sich die Gründe nach ihrem Sesshaftwerden.
Schon im alten Ägypten und in anderen Hochkulturen auf allen Kontinenten gab (und gibt) es Fahrten bzw. Reisen aus religiösen Gründen: Wallfahrten zu den Tempeln der Gottheiten, so zum Beispiel die Hadsch genannten Pilger-Reisen frommer Muslime nach Mekka oder die Treffen von Hindus zum rituellen Bad im Ganges. Weitere Reiseanlässe waren der Fernhandel, Erkundungsfahrten über den „eigenen Horizont“ sowie die eigene Umgebung hinaus und die wirtschaftlichen und machtpolitischen Beziehungen zu Kolonien und anderen abhängigen Gebieten. Reiche Römer besaßen Güter in Provinzen des römischen Reiches, die sie von Zeit zu Zeit besuchten. Die „Nordmänner“ bereisten Grönland und Amerika, die Araber den gesamten Indischen Ozean. Nicht selten wurden damals Reisen von den „Bereisten“ als Aggression oder Krieg verstanden.
Europa erholte sich nach der Völkerwanderung (Reisemotiv: bessere Lebensbedingungen) nur langsam von seinem wirtschaftlichen und politischen Niedergang (während zum Beispiel in China und Japan stabile Verhältnisse herrschten). Bald entwickelte sich in Europa reger Wallfahrtstourismus. Entlang solcher Pilgerwege und an verkehrsgeografisch begünstigten Orten (Häfen, Kreuzungen von Handelsrouten) entstanden in allen Kontinenten Handelszentren, die wiederum Handelsreisende hervorbrachten. Seewege entwickelten sich zu Reisewegen, hier seien, was Europa betrifft, die Seerepublik Venedig sowie Portugal und Spanien als frühe Kolonialmächte erwähnt. Die „Serenissima“ hatte regelmäßige Schiffsverbindung mit Konstantinopel, Marco Polo reiste, soweit seinen Angaben glaubhaft sind, auf dem Landweg nach China.
Der moderne Tourismus kann auf die Grand Tour zurückgeführt werden, die eine traditionelle Reise durch Europa war. Im Jahre 1624 begann der junge Prinz von Polen, Ladislaus Sigismund Wasa, der älteste Sohn von Sigismund III., eine Reise durch ganz Europa. Er reiste durch Territorien Deutschlands, Belgiens, der Niederlande, wo er die Belagerung von Breda durch spanische Truppen bewunderte, Frankreich, Schweiz nach Italien, Österreich und Tschechien. Es war eine pädagogische Reise und eines der Ergebnisse war die Einführung der italienischen Oper in der Republik Polen-Litauen.
Christliche Pilger waren bis ins 19. Jahrhundert auf Kost und Logis in kirchlichen Herbergen angewiesen, da die meisten von ihnen arm waren. Selbstbestimmt zu reisen war in Europa bis in die 1950er Jahre dem kleinen Teil der Bevölkerung vorbehalten, der die teuren Reisen bezahlen konnte. Insbesondere Reisen zu Bildungszwecken waren lange Zeit Privileg des Adels, der seine Söhne auf Kavaliersreisen schickte, sowie später des gehobenen Bürgertums. Erholungsreisen waren unbekannt. Diese kamen in Europa erst im 19. Jahrhundert auf. Die rasche Ausbreitung des Schienennetzes und die Industrielle Revolution erleichterten das Reisen. Während Reisen vor der Industriellen Revolution meist einen bestimmten Zweck erfüllen sollten, wurde nun zunehmend das Reisen selbst zum Zweck.
Die Geschichte des Tourismus ist mit der Geschichte des Reisens größtenteils identisch. Allerdings gab und gibt es in der Entwicklung starke regionale Unterschiede. Der Alpinismus, der Ende des 18. Jahrhunderts auf dem europäischen Kontinent stärker einsetzte, brachte bescheidenen „Fremdenverkehr“ zunächst in der Schweiz, im 19. Jahrhundert in Österreich (am 28. Juli 1800: Erstbesteigung des Großglockners, dann 1856: Besuch von Kaiser Franz Joseph I. mit seiner Gattin Elisabeth der Franz-Josefs-Höhe), um die Wende zum 20. Jahrhundert in Küstenorten wie Binz, Heiligendamm, Heringsdorf, Nizza, Grado und Opatija. Es waren zumeist europäische Bergsteiger, die lohnende Ziele in anderen Kontinenten fanden: Berge, zu deren Besteigung die Einheimischen, wie zuvor in Europa, keinen Anlass sahen. Bädertourismus schied, von rituellen Waschungen abgesehen, in vielen anderen Kulturen aus religiösen Gründen aus.
Begründer des internationalen „Erlebnistourismus“ in Europa waren die Briten: Thomas Cook (1808–1892) gilt als der Erfinder der Pauschalreise. In den letzten Jahrzehnten des 19. Jahrhunderts waren die oberen Gesellschaftsschichten des United Kingdom so wohlhabend, dass sie sich Reisen in weit entfernte, für den Tourismus noch kaum erschlossene Gebiete leisten konnten. Die militärische Macht des British Empire (mit Stützpunkten in allen Kontinenten) und die britische Flotte boten dazu die erwünschte Sicherheit. Das britische Beispiel wurde in Kontinentaleuropa bald nachgeahmt.
1891 startete der deutsche Geschäftsmann Albert Ballin von Hamburg aus ins Mittelmeer mit dem Schiff Augusta Victoria. Das weltweit erste Kreuzfahrtschiff war die 1901 gebaute Prinzessin Victoria Luise. Dies war der Beginn der Kreuzfahrtreisen.

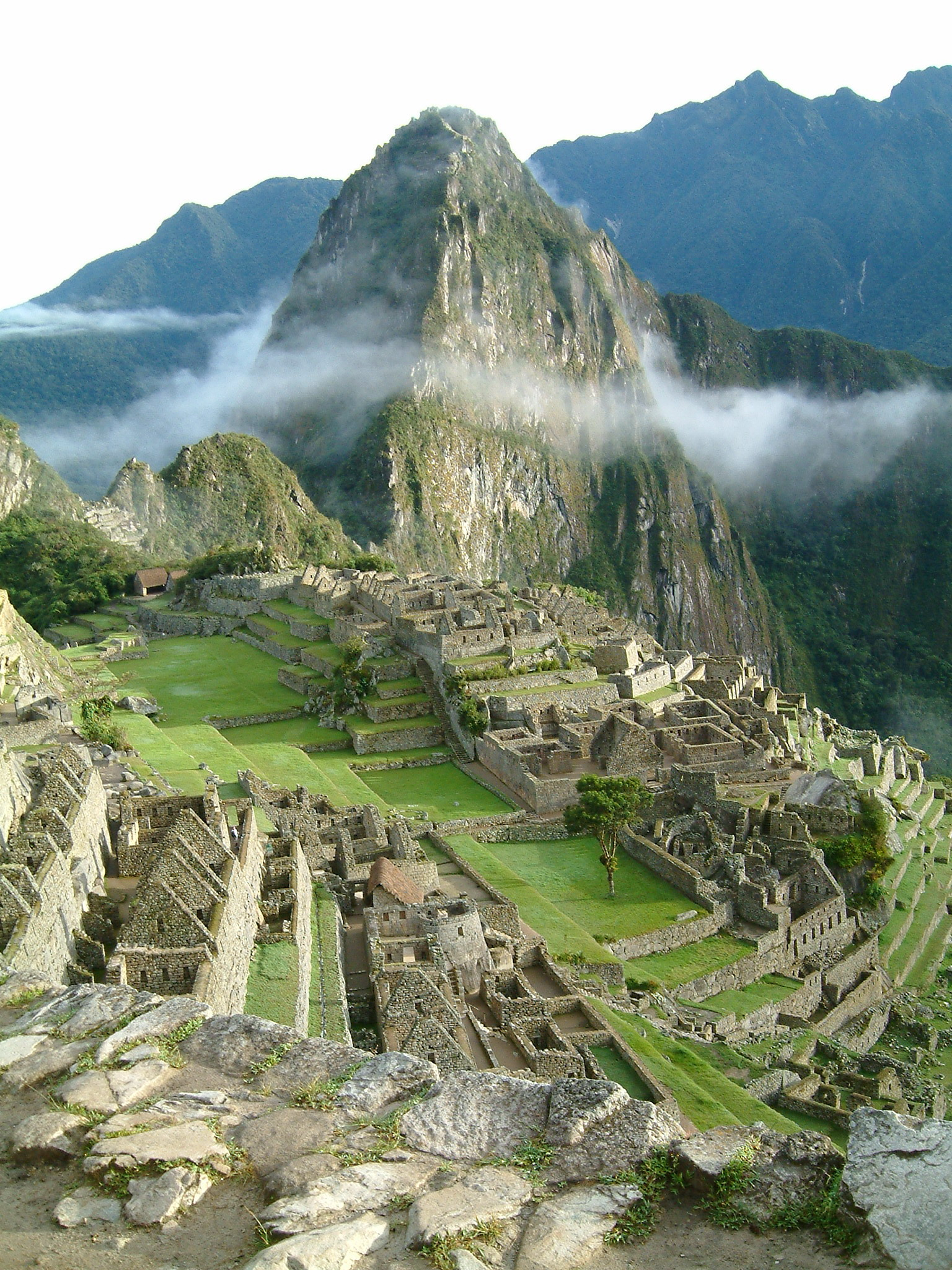
Machu Picchu, Cuzco

Das Recht auf Urlaub (Urlaubsanspruch) ist in Europa und Nordamerika etwa seit 1880 bekannt, konnte aber, soweit es sich nicht um unbezahlten Urlaub handelte, sondern um freie Tage, in denen der Gehaltsanspruch weiter läuft, auf breiter Basis erst im 20. Jahrhundert durchgesetzt werden. Nach § 24 der Menschenrechtskonvention gibt es das Recht auf Erholung. Sogar die UdSSR hatte in einer ihrer letzten Verfassungen in Artikel 41 die Förderung des Tourismus ausdrücklich erwähnt.
Im deutschsprachigen Raum war im 20. Jahrhundert das organisierte Reisen des Kraft-durch-Freude-Programms des NS-Staates der erste Ansatz zum Massentourismus. Nach Kriegsbeginn wurden die KdF-Schiffe allerdings zu Lazarett-Schiffen umgenutzt.
Nach dem Zweiten Weltkrieg war es in Deutschland und Österreich zunächst schwierig, überhaupt zu reisen. Die Zonengrenzen der alliierten Besatzungszonen waren für die Mehrheit der Bevölkerung unpassierbar. Anfang der 1950er Jahre setzte in Westdeutschland und Österreich ein Anstieg der Reisetätigkeit aller Bevölkerungsschichten ein, auch weil infolge der technischen und sozialen Entwicklung die Freizeit deutlich zunahm.
In sehr großen Staaten wie den USA tritt vor allem Inlandstourismus auf, da Tausende Kilometer gereist werden kann, ohne das Land verlassen zu müssen. Deshalb besitzt die Mehrheit der US-Bürger keinen Reisepass, obwohl die Menschen teilweise überaus mobil sind. In den 1970er Jahren bremste die Ölkrise vorübergehend den Aufschwung. Dann aber führte der allgemeine wirtschaftliche Aufschwung in Europa zum neuen Phänomen des Massentourismus. In den anderen Kontinenten ist Tourismus meist nach wie vor nur für die höheren Gesellschaftsschichten finanzierbar. In vielen Ländern besitzt der Durchschnittsbürger kein Geld für touristische Reisen.

### Gesellschaftliche Bedeutung

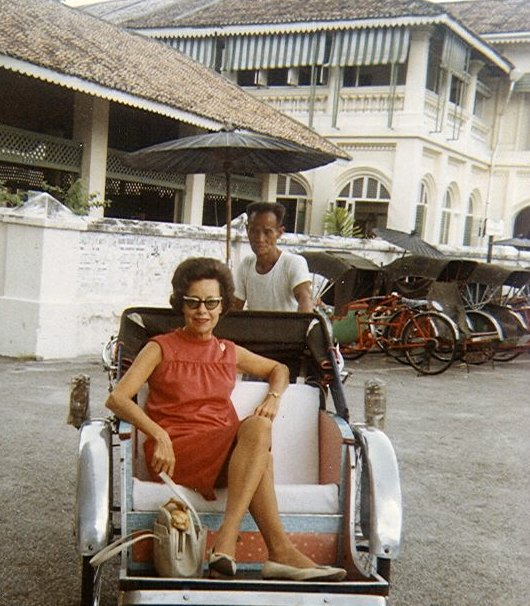
Amerikanische Touristin in Malaysia (1967)

Der Anstieg des Tourismus kann in den bereisten Ländern und Regionen gravierende Folgen für die einheimische Bevölkerung, für Natur und Kultur haben. Für die Touristen wird dabei oft eine entsprechende Infrastruktur (Hotelanlagen, Straßen, Transportmöglichkeiten bis hin zu eigens gebauten Flughäfen) errichtet. Naturerhaltung, Kultur und traditionelle Strukturen können dabei zu kurz kommen. Andererseits kann die neugeschaffene Infrastruktur auch der einheimischen Bevölkerung zugutekommen.
Tourismus entsteht oft in abgelegenen bislang landwirtschaftlich genutzten Regionen. Der Kontakt zwischen Einheimischen und Touristen kann auf Seiten der einheimischen Bevölkerung zu geänderten Konsummustern und Werthaltungen führen.

### Kulturelle Auswirkungen
Je stärker die Anpassung an die Erfordernisse der Tourismuswirtschaft erfolgt, desto eher werden lokale kulturelle Traditionen nur noch als Show und Inszenierung für die Touristen weitergeführt. Der Tourismus wird so zur Monokultur, dem sich ganze Landstriche aus Profitgründen unterordnen. Der Tourismus ist damit, wie die Unterhaltungsindustrie, Teil der ökonomischen Globalisierung, die in vielen Teilen der Welt bisher zu einer „Verwestlichung“ führt. Touristen reisen in als solche beworbene und wahrgenommene „exotische (Urlaubs-)Paradiese“ und tragen gerade dadurch mit dazu bei, dass die kulturellen Eigenheiten dieser Länder zurückgedrängt werden. Das „Fremde“ wird den Wünschen der Gäste und den Vorgaben der Reiseveranstalter angepasst und damit letztlich zur Kulisse.
Dies kann durchaus als Teufelskreis bezeichnet werden. Denn die Touristen wiederum spüren, dass die traditionelle Gastfreundschaft der Einheimischen vielerorts pragmatischem Geschäftssinn gewichen ist. Sie beklagen sich über „Touristenfallen“ und den Verlust der Ursprünglichkeit des Reiseziels.

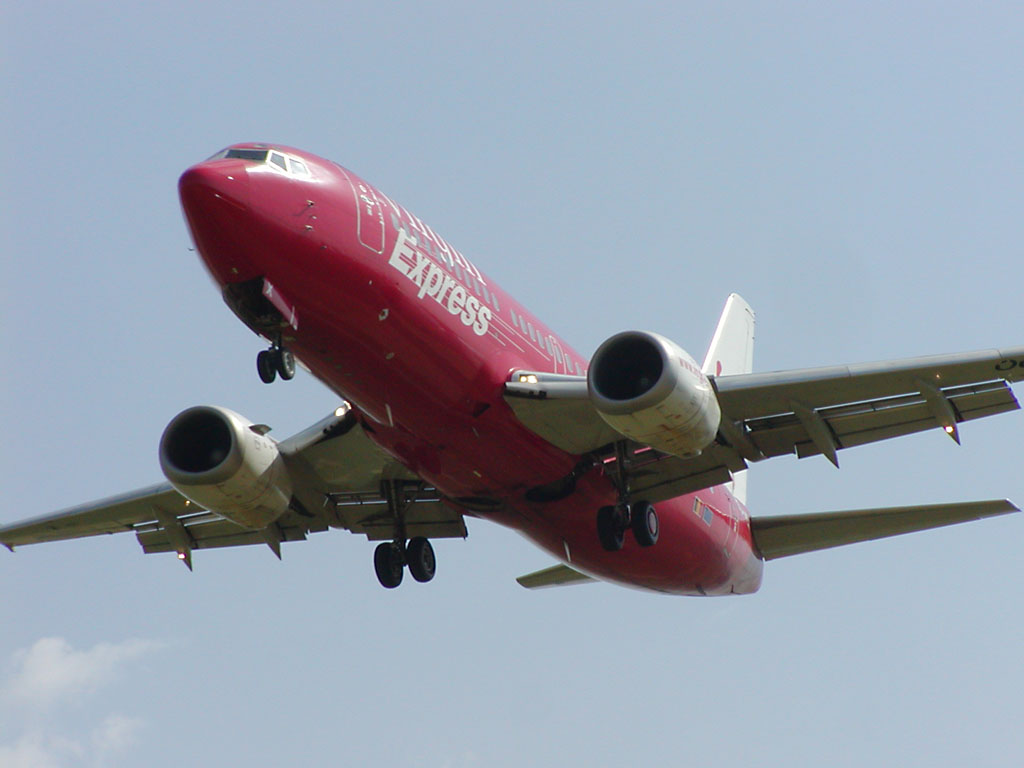
Ein großer Teil des zunehmenden Flugverkehrs dient dem Tourismus

### Auswirkungen auf Umwelt und Natur
Beträchtlich sind die Schäden an Umwelt und Natur: Zu nennen ist zunächst die durch die Reisetätigkeit hervorgerufene Luftverschmutzung. Die Schwefeldioxid- und Kohlenmonoxid-Belastung kann in kleineren Tourismusorten wie Davos oder Grindelwald das sonst nur in Großstädten übliche Niveau erreichen und überschreitet bisweilen die in den USA zulässigen Grenzwerte. Kritisiert werden vor allem die Auswirkungen von Verkehrsmittel wie Auto und Flugzeug. Nach Untersuchungen des Tourismusexperten Martin Lohmann benutzen zur Anreise insgesamt 47 % das Auto, 37 % das Flugzeug, 9 % den Bus, 5 % die Bahn und 2 % das Fahrrad oder das Schiff. Zudem verursachte der Tourismus weltweit im Jahr 2013 ca. 4,5 Mrd. Tonnen klimaschädlicher Kohlenstoffdioxidemissionen (CO2), was ca. 8 % der weltweiten CO2-Emissionen entspricht. Die Emissionen wachsen dabei im Vergleich zur Weltwirtschaft überproportional stark.
Wasser und Boden sind lokalen Verschmutzungen etwa durch das Öl von Sportbooten oder Sonnenschutzmittel Badereisender ausgesetzt. Ein zunehmendes Problem stellt der von Touristen zurückgelassene Abfall dar. In Gebirgsgegenden etwa oder an Stränden kann dieser häufig nur mit ungleich höherem Aufwand entsorgt werden. Die allein in den österreichischen Alpen zurückgelassene Abfallmenge wird auf jährlich ca. 4.500 Tonnen geschätzt, die Abwassermenge auf 90.000 Kubikmeter. Am Mount Everest haben sich Schätzungen zufolge aufgrund der jährlich bis zu 40.000 Trekker 600 Tonnen Müll in freier Natur angesammelt.
Weiterhin führt Tourismus zum verstärkten Verbrauch natürlicher Ressourcen: So bringt etwa die Lebensweise westlicher Touristen in vielen Reiseländern mit den notwendigen Klimaanlagen, Swimmingpools und Golfanlagen einen problematischen Anstieg des Energie- und Wasserverbrauchs mit sich. Letzterer verursacht häufig ein Absinken des Grundwasserspiegels mit all seinen Konsequenzen für die örtliche Trinkwasserversorgung, die Bewässerung in der Landwirtschaft und die Verödung von Landstrichen.
Schließlich beeinträchtigt Tourismus vielfach bestehende Naturräume, Biotope und Ökosysteme, und damit die Lebensgrundlage für Tiere und Pflanzen. Teilweise ist dies auf die mit der Errichtung von Unterkünften und Ferienanlagen typischerweise verbundene Bodenversiegelung zurückzuführen. Zu nennen sind die durch Rodungen für Skipisten bedingte Erosion, die Ausbeutung der Wasserreserven für Schneekanonen, die Schädigung von Wasserbiotopen durch Segler, Surfer und Taucher, sowie die Störung der einheimischen Tierwelt etwa durch Mountainbiker, Langläufer und Tiefschneefahrer. Rodungen für Holz-Lodges in Nepal und deren Beheizung mit Brennholz haben in Nepal unabhängig vom Skitourismus zu Erosionsproblemen geführt. Anzumerken ist in diesem Zusammenhang schließlich die ästhetische Verunstaltung gewachsener Natur- und Kulturlandschaften durch touristische Infrastrukturen.

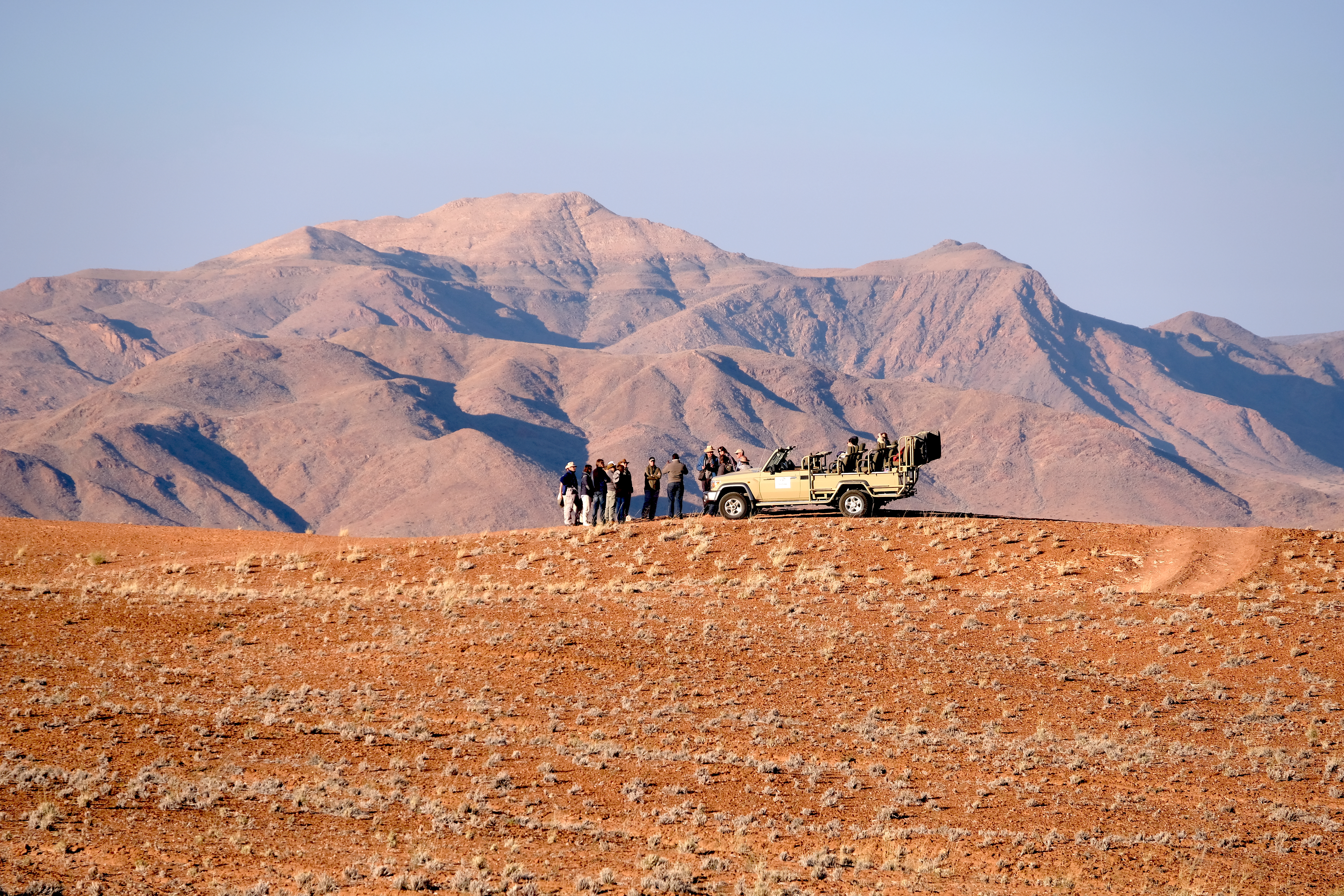
Touristen in der Namib (2018)

Die ökonomischen Interessen der mächtigen und finanzstarken Tourismuswirtschaft haben vielfach zum Schutz und Erhalt gefährdeter Naturräume beigetragen. Eine intakte und ästhetisch reizvolle Umwelt ist ein werbewirksames Angebot im Tourismus. So wurden etwa Feuchtgebiete auf Jamaika und kanadische Wälder ebenso aus touristischen Erwägungen erhalten und geschützt wie afrikanische Großwildbestände oder Bauernhäuser in der Toskana. In vielen Ländern hat die Natur erst durch den Tourismus einen materiellen Wert bekommen und konnte so geschützt werden. Der Tourismus hat vielerorts vom Niedergang bedrohte Wirtschaftszweige erhalten und – wie etwa in den Westalpen – der Entvölkerung ganzer Landstriche entgegengewirkt.
Auch in Zusammenhang mit der Corona-Pandemie wird ein positives Bild von Tourismus gezeichnet.

### Fairer Handel im Tourismus
Mit seinen klaren Grundsätzen zur Förderung von benachteiligten Produzenten und Arbeitnehmern eröffnet der Faire Handel auch im Tourismus einen konkreten Weg für eine sozial gerechte und nachhaltige Entwicklung. Dazu hat der Arbeitskreis Tourismus und Entwicklung zusammen mit Partnern aus Süd und Nord Konzeptarbeit geleistet und anhand von Praxisbeispielen Grundlagen entwickelt, die den Aufbau des zukunftsweisenden Fairen Handels im Tourismus ermöglichen. Analog zum Fairen Handel bei Produkten hat der Faire Handel im Tourismus zum Ziel, die Lebensbedingungen von Tourismusangestellten und Kleinunternehmern zu verbessern, ihre Lebensgrundlagen zu sichern und ihnen eine würdige Existenz zu ermöglichen.
Zentral für den Fairen Handel im Tourismus ist ein gerechter Austausch zwischen allen beteiligten Akteuren. Dazu sind alle Akteure gefordert, auf ihrer jeweiligen Ebene fair zu handeln, Transparenz über ihre Aktivitäten zu schaffen und im vollen Respekt von Demokratie und Partizipation gleichberechtigte, partnerschaftliche Beziehungen aufzubauen und zu pflegen. Produkte des Fairen Handels sind in der Regel durch ein Label gekennzeichnet, das Konsumenten gegenüber die Einhaltung der Fairtrade-Kriterien deklariert. Unter der Vielzahl an Labels im Tourismus zertifiziert erst ein einziges, nämlich das Gütesiegel von Fair Trade in Tourism South Africa (FTTSA), Angebote wie Hotels und Ausflüge nach den Grundsätzen des Fairen Handels. Derzeit laufen auf internationaler Ebene erste Abklärungen, ob und wie im Rahmen des für die Fairtrade-Zertifizierung weltweit maßgeblichen Dachverbandes Fairtrade Labelling Organizations International (FLO) der Tourismus bewertet werden kann. Ziel der Entwicklung des Fairen Handels im Tourismus ist nicht, einfach eine neue Nische zu schaffen, sondern konkret den Weg zu weisen, wie die gesamte Tourismusbranche sozial gerechter wirtschaften kann. Die Herausforderung ist dabei, einen Tourismus zu realisieren, der umfassend – ökonomisch, ökologisch und sozial – nachhaltig ist oder zur nachhaltigen Entwicklung beiträgt und den Erwartungen der Reisenden nach einem attraktiven erholsamen Urlaub ebenso nachkommt wie denjenigen der Einheimischen am Reisezielort nach neuen Einkommen, dem Respekt ihrer Lebensgrundlagen und kulturellen Vielfalt sowie ihrer Würde.

## Zukunft

### Trends
Neue Tourismussparten
- Gesundheitstourismus: Menschen verbinden Urlaub mit medizinischen Operationen, vor allem Zahn- und Schönheits-OPs. Wichtigste Zielländer sind Indien und Thailand, insgesamt sollen in diesem Bereich 2010 weltweit mehr als 100 Milliarden Dollar umgesetzt worden sein.[28]
- Weltraumtourismus: Plänen zufolge sollten schon 2016 die ersten Menschen mit dem SpaceShipTwo ins All reisen. Der Preis von 150.000 EUR wird weitaus günstiger sein als die bisherigen Flüge mit der Sojus-Kapsel für mehr als 20 Millionen EUR.[28]

Internet
Im Buchungsverhalten der Gäste spielt das Internet eine große Rolle. Viele Gäste informieren sich auf Webseiten über Kommentare von ihresgleichen über den Urlaubsort und in Frage kommende Hotels, bevor sie buchen. Die Buchungen erfolgen oft sehr viel kurzfristiger als früher. Während gedruckte Reiseführer als Nachschlagewerke noch stark verbreitet sind (z. B. Baedeker, Marco Polo, Michelin und Varta), erfahren Webportale wie der freie Reiseführer Wikivoyage und Virtualtourist oder Austausch- und Bewertungsplattformen wie trivago, Opodo, Expedia, TripAdvisor und Holidaycheck zunehmende Verbreitung. Buchungsportale wie HRS, Booking.com, Hotel-ami, KAYAK, Unister, Travel24.com und hotel.de werden häufiger für Hotelbuchungen genutzt als klassische Reisebüros, welche jedoch für Gesamtpakete und personalisierte Angebote weiterhin Bedeutung haben. Auch Urlaubsaktivitäten und der Besuch von Sehenswürdigkeiten werden häufig über das Internet bestellt, beispielsweise über GetYourGuide.
Das Interesse an Destinationen im zeitlichen Verlauf kann anhand der Suchbegriffe bei Google grafisch dargestellt werden. Dabei wird deutlich, dass die Suche nach passenden Urlaubsregionen ab April ansteigt und im Sommer ihren Höhepunkt erreicht.

### Aussichten
Prognosen über die Entwicklung des Tourismus begegnen erheblich größeren Schwierigkeiten als in anderen Wirtschaftszweigen. Zum Teil hängt dies damit zusammen, dass zentrale ökonomische Begriffe im Tourismusbereich oft weniger eindeutig definiert sind. Schwieriger zu fassen ist bereits das touristische Produkt: Nachgefragt werden von den Reisenden nicht nur materielle Leistungen wie Unterkünfte oder Transfers, sondern auch immaterielle „Attraktionen“ wie Sehenswürdigkeiten, reizvolle Landschaften, bestimmte Wetterverhältnisse, Urlaubsglück und Erholung, Stimmungen und Träume aller Art, die schwer herzustellen und zu erneuern sind und sich ökonomischer Bewertung zu entziehen scheinen.
Auch der touristische Konsum lässt sich nur schwer quantifizieren, werden doch viele von Touristen nachgefragte Waren und Dienstleistungen wie etwa Leistungen der Gastronomie und des Verkehrsbereichs auch von Einheimischen genutzt, ohne dass eine Abgrenzung möglich wäre. Auch fehlt es an zuverlässigen Methoden, den Kapitaleinsatz zu berechnen. Die Tourismuswissenschaft ist jedoch dabei, solche Methoden zu entwickeln.
Die Unschärfe der Begriffe erschwert auch die Erhebung einer verlässlichen Datenbasis. Als weitere Unwägbarkeit kommt hinzu, dass das Nachfrageverhalten der Touristen in stärkerem Maße von irrationalen, subjektiven Determinanten bestimmt wird als das anderer Marktteilnehmer. In die Entscheidung fließen oft diffuse, von Zeitströmungen, Modetrends und kulturellen Prägungen abhängige Erwartungen, Bedürfnisse und Motive ein, die schwer analysierbar sind und auch durch gezielte Produktwerbung nur in sehr begrenztem Maße manipuliert werden können. Schließlich ist das touristische Produkt weder transportier- noch lagerbar: Es muss am Ort seiner Entstehung zu einem bestimmten festgelegten Zeitpunkt konsumiert werden, der Reisende muss sich also termingerecht zum Produkt hinbegeben. Unvorhersehbare Störungen wie etwa Naturkatastrophen, Terrorismus, Bürgerkriege und Streiks wirken sich daher auf den Tourismus erheblich fataler aus als auf andere Branchen.
So führten z. B. die Proteste in Chile 2019 zu einem Rückgang bei den Hotelbuchungen.
Zielgebiete, die von Terroranschlägen und daraufhin von Gästerückgängen betroffen waren (wie Ägypten), „erholen“ sich mitunter relativ schnell. Gefahren für das gewünschte Urlaubserlebnis werden emotional offenbar rasch ausgeblendet, auch wenn sie rational noch nicht vergessen sind.
All diese Probleme führen dazu, dass ökonomische Theorien nur sehr allgemeine und pauschale Aussagen zur Entwicklung der Tourismusbranche treffen können, wie etwa dass die Kosten der Raumüberwindung weiter abnehmen werden, eine stärkere Diversifizierung bei Angebot und Nachfrage zu beobachten sein werde und die Urlaubsreisen „in vielen Fällen durch mehr als ein Motiv bestimmt“ sind. Vereinzelte Versuche, durch mathematische Formeln und Modelle ein tatsächlich nicht vorhandenes Maß an Objektivität und Rationalität zu suggerieren, vermögen daran nichts zu ändern. Die Tourismuswissenschaft ist trotz aller Schwierigkeiten jedoch dabei, aussagekräftige Methoden der Marktforschung zu entwickeln.
Die Schwierigkeit bei der Erstellung verlässlicher Prognosen hat immer wieder zu Fehlinvestitionen geführt. Bekanntestes Beispiel ist der 1992 eröffnete Freizeitpark Disneyland Paris, der seinen Betreibern allein in den ersten beiden Jahren fast eine Milliarde Euro Verlust eingebracht hat. Aber auch großangelegte Ferienanlagen an der Costa del Sol und in den Westalpen sowie der verstärkte Ausbau der Hotelkapazitäten in westdeutschen Großstädten in den 1970er Jahren haben sich als Fehlinvestitionen erwiesen. Künstliche Inseln in Arabien, die riesige Hotelanlagen umfassen, werden sich ebenfalls nicht kurzfristig rentieren.
Zu den wichtigsten bestimmenden Zukunftsfaktoren des Ferntourismus zählen, wie die Entwicklung seit Herbst 2008 zeigt, zweifellos die weltwirtschaftliche Konjunkturentwicklung und der Erdölpreis. Die 2009 voll realisierte Wirtschaftskrise hat die Tourismusnachfrage beträchtlich gedämpft. Das erwartete Steigen des Kerosinpreises wird die Erhöhung der Flugpreise unvermeidlich machen und die Nachfrage ebenfalls dämpfen. Experten (etwa bei der Ludwig-Bölkow-Systemtechnik GmbH, einer Gründung des einstigen Flugpioniers Ludwig Bölkow, oder bei der Deutschen Bank) rechnen damit, dass sich schon auf mittlere Sicht der Tourismus stärker auf den nationalen und regionalen Nahbereich konzentrieren wird. Im Flugverkehr ist mit einer Konsolidierungsphase zu rechnen, in der die Anzahl der Fluganbieter sinken wird.
Galt speziell Europa traditionell als sicherste Urlaubsregion, wachsen vor allem angesichts von islamistischen Terroranschlägen die Bedenken, insbesondere bei Gästen aus dem ostasiatischen Raum, die zu den am stärksten nachfragenden Touristengruppen gehören.

### Probleme
Der amerikanische Futurologe Herman Kahn erstellte 1979 in The Futurist eine Prognose für den Tourismus bis 2029. Darin rechnete er weiterhin mit überdurchschnittlichen Wachstumsraten und stabilen gesellschaftspolitischen und nationalökonomischen Voraussetzungen. Was damals fehlte, waren nicht quantifizierbare und vor allem unberechenbare menschliche Faktoren.
Erste Kritik kam Anfang der 1970er Jahre angesichts der Massentourismus in Ländern wie Spanien auf: 1973 hatte das Land ebenso viele Urlauber wie Einwohner.
Schon in den 1980er Jahren erkannte Mohamed A. Tangi vom United Nations Environment Program, was für ein verträgliches Neben- und Miteinander von Gästen und Einheimischen notwendig sein wird:
1. Die Unterbringung von Touristen soll nicht länger auf Hotels beschränkt werden, das werde zu Freundschaften zwischen Gästen und der örtlichen Bevölkerung führen.
2. Der Tourismus soll sich von den überfüllten Küstenregionen weg in Gegenden hin entwickeln, die dünn besiedelt sind.
3. In allen Tourismusregionen müssen Naturreservate geschaffen werden.
4. Es sollen sowohl auf seiten der Gastgeber wie der Gäste besondere Vermittler ausgebildet werden, die nach Kenntnissen und Charakter geeignet sind, wechselseitiges Verständnis zu wecken.
5. Es muss ein Tourismuskodex entwickelt werden, den beide Seiten anerkennen.
6. Bei allen am Meer gelegenen Orten müssen Höchstraten für den Touristenstrom festgesetzt werden, etwa ein Maximum von 600 Menschen pro Hektar Strand.

Bislang wurde im Grunde kein einziger Punkt realisiert, wenn von Ansätzen zur Schaffung von Naturreservaten abgesehen wird. Das bedeutet, dass die Zukunftsprobleme für den Tourismus in diesen Ansätzen zu finden sind. Einer Reihe von Empfehlungen, die eine nachhaltige Entwicklung im Tourismus und die Beziehung zwischen Tourismus und Raumordnung verbessern sollten, wurden bei einem Seminar (CEMAT) des Europarats in Palma (Spanien) im Mai 1999 erarbeitet. In anderen Kontinenten werden das Geschäft einschränkende Bedenken, wie sie in Europa diskutiert werden, von den lokalen Oligarchien zumeist kaum beachtet.

## Wirtschaftliche Bedeutung

### Weltweit

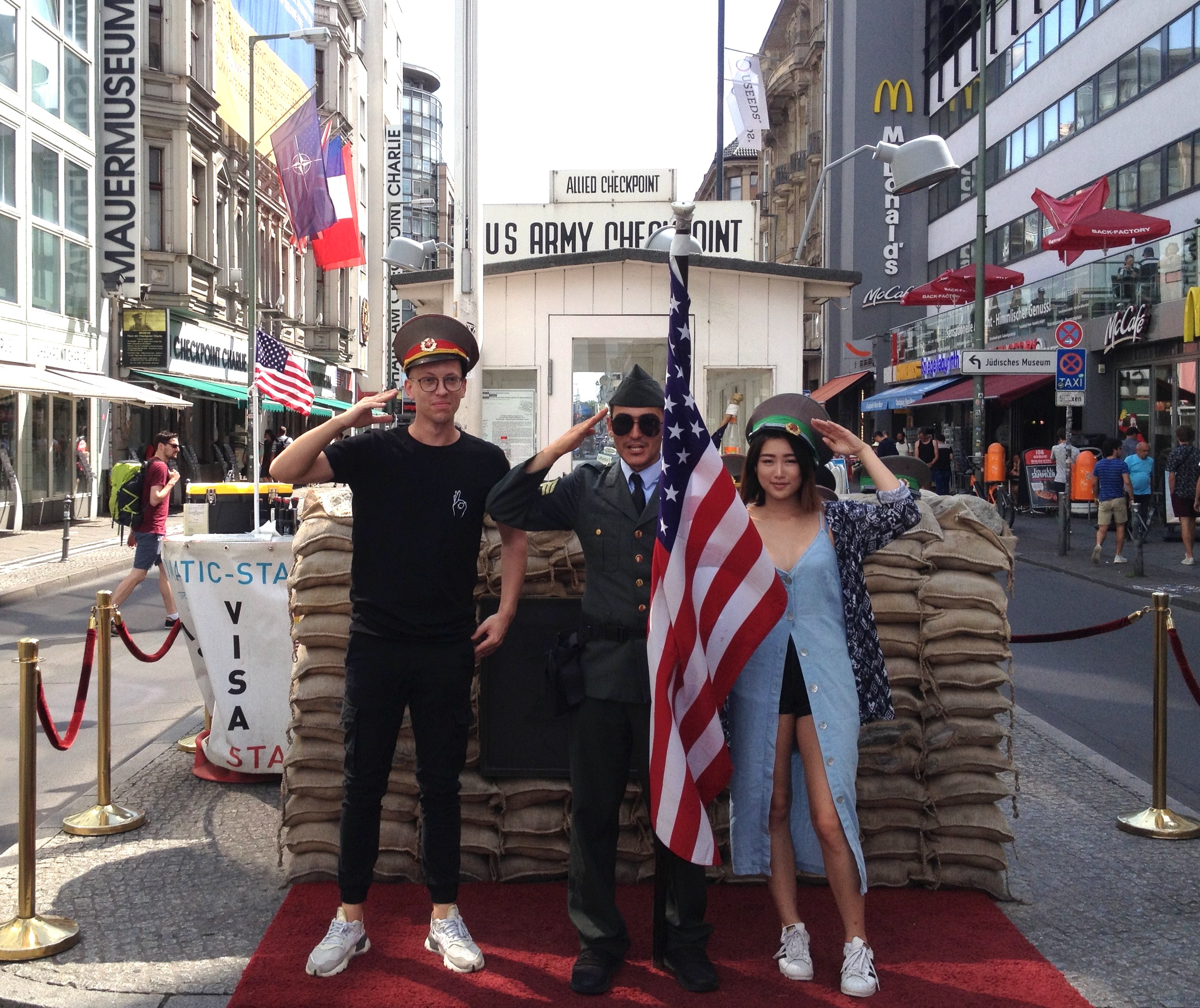
Touristen am Checkpoint-Charlie-Nachbau in Berlin

Der Tourismus zählt weltweit zu den größten Wirtschaftszweigen. 2011 erzielte er nach Angaben der Welttourismusorganisation einen Gesamtumsatz von etwa 1030 Milliarden US-Dollar. Er absorbierte 2004 11 % der Konsumausgaben der westlichen Industriestaaten. Mit weltweit rund 100 Millionen Beschäftigten ist er eine große Branche. Grenzüberschreitende Reisen machen 25 bis 30 % des Welthandels im Dienstleistungsbereich aus. Höhere Umsätze werden allenfalls noch in der Auto- und der Mineralölindustrie erzielt. Für viele Regionen ist der Tourismus zur wichtigsten Beschäftigungsgrundlage geworden.
Gleichwohl sind die Einnahmen höchst ungleich verteilt, werden doch 50 % davon in nur sieben Ländern (Vereinigte Staaten, Vereinigtes Königreich, Frankreich, Italien, Spanien, Deutschland, Österreich) erzielt. Insbesondere die USA konnten von 2008 bis 2017 ihre Einnahmen auf 203,7 Milliarden CHF verdoppeln und nahmen fast 15 % aller weltweiten touristischen Exporteinnahmen ein. Dagegen gaben die Chinesen (inklusive Hongkong und Macao) im selben Zeitraum ungefähr neunmal so viel Geld durch Reisen ins Ausland aus. Nachfolgend die weltweit wichtigsten Staaten im grenzüberschreitenden Tourismus im Jahr 2017:
| Staat                  | Einnahmen in Mia CHF | Ausgaben in Mia CHF |
| ---------------------- | -------------------- | ------------------- |
| Vereinigte Staaten     | 203.7                | 119.7               |
| Volksrepublik China    | 101.4                | 250.7               |
| Spanien                | 68.0                 | k. A.               |
| Frankreich             | 60.7                 | 36.7                |
| Thailand               | 57.5                 | k. A.               |
| Italien                | 44.0                 | 24.0                |
| Vereinigtes Königreich | 43.9                 | 56.1                |
| Australien             | 42.8                 | 30.1                |
| Deutschland            | 39.8                 | 74.1                |
| Japan                  | 34.1                 | k. A.               |

Die wirtschaftlichen Wirkungen des Tourismus können in direkte, indirekte und induzierte Wirkungen unterteilt werden. Die direkten Wirkungen entstehen dort, wo touristische Ausgaben getätigt werden (also zum Beispiel in der Hotellerie oder Gastronomie). Die indirekten Wirkungen entstehen durch Vorleistungen (also zum Beispiel Bau von touristischer Infrastruktur, Lebensmittel für die Gastronomie). Die induzierten Wirkungen entstehen durch das Ausgeben der Einnahmen, die durch die direkten und indirekten Effekte geschaffen wurden.
Für nationale Volkswirtschaften ist auch von Bedeutung, inwiefern die Einnahmen aus dem Tourismus in dem jeweiligen Land verbleiben. Durch den Import von Gütern für den touristischen Konsum (zum Beispiel Lebensmittel) oder durch Tätigkeiten von ausländischen Unternehmen entstehen Gewinnabflüsse ins Ausland (sog. Sickerrate oder Leakages).
Beschäftigung. Die Internationale Arbeitsorganisation (ILO) geht davon aus, dass eine Stelle im touristischen Kerngeschäft, anderthalb weitere Stellen schafft. Damit schafft die Tourismusindustrie (direkt und indirekt) über 230 Millionen Stellen. Dies stellt etwa 8 % der weltweiten Arbeitskraft dar. Zwischen 60 % und 70 % der Arbeitskräfte sind Frauen und mehr als die Hälfte sind unter 25 Jahre alt. Nach einer Studie des Instituts der deutschen Wirtschaft (IW) sichern 15 deutsche Touristen je einen Arbeitsplatz in ihren Reiseländern.
Auch wenn es Rationalisierungsbestrebungen gibt, bleibt der Tourismus ein arbeitsintensiver Sektor, der vor allem in Entwicklungsländern wertvolle Beschäftigungsmöglichkeiten für Niedrigqualifizierte mit sich bringt.
Die Entwicklung des Tourismus erfolgt über die wirtschaftliche Entwicklung, den Umweltschutz und die Wahrung der Identität der lokalen Bevölkerung. Eine enge Verbindung lässt sich auch zwischen der Entwicklung des Tourismus und der Entwicklung des kulturellen Erbes herstellen: Der Tourismus schafft nicht nur Einkommen und Beschäftigung, sondern trägt auch zur Entwicklung einer lokalen und regionalen Identität bei. Der Tourismus bietet Beschäftigung und Einkommen für Personen, die in entwicklungsschwachen Regionen leben.

### Tourismusländer
Die im grenzüberschreitenden Reiseverkehr meistbesuchten Länder sind laut einer Studie der Welttourismusorganisation (Ankünfte von Übernachtungsgästen pro Jahr):
| Rang | Land                   | Regionaler Markt | Internationale Ankünfte (2016) | Internationale Ankünfte (2012) | Internationale Ankünfte (2011) | Internationale Ankünfte (2010) | Internationale Ankünfte (2007) | Internationale Ankünfte (2006) |
| ---- | ---------------------- | ---------------- | ------------------------------ | ------------------------------ | ------------------------------ | ------------------------------ | ------------------------------ | ------------------------------ |
| 01   | Frankreich             | Europa           | 82,6 Millionen                 | 83,0 Millionen                 | 81,6 Millionen                 | 76,8 Millionen                 |                                |                                |
| 02   | Vereinigte Staaten     | Nordamerika      | 75,6 Millionen                 | 67,0 Millionen                 | 62,7 Millionen                 | 59,7 Millionen                 | 56,0 Millionen                 | 51,1 Millionen                 |
| 03   | Spanien                | Europa           | 75,6 Millionen                 | 57,7 Millionen                 | 56,2 Millionen                 | 52,7 Millionen                 | 59,2 Millionen                 | 58,5 Millionen                 |
| 04   | Volksrepublik China    | Asien            | 59,3 Millionen                 | 57,7 Millionen                 | 57,6 Millionen                 | 55,7 Millionen                 | 54,7 Millionen                 | 49,6 Millionen                 |
| 05   | Italien                | Europa           | 52,4 Millionen                 | 46,4 Millionen                 | 46,1 Millionen                 | 43,6 Millionen                 | 43,7 Millionen                 | 41,1 Millionen                 |
| 06   | Türkei                 | Asien            | 39,5 Millionen                 | 35,7 Millionen                 | 34,7 Millionen                 | 27,0 Millionen                 | 23,3 Millionen                 | 19,8 Millionen                 |
| 07   | Vereinigtes Königreich | Europa           | 35,8 Millionen                 | 29,3 Millionen                 | 29,3 Millionen                 | 28,1 Millionen                 | 30,7 Millionen                 | 30,7 Millionen                 |
| 08   | Deutschland            | Europa           | 35,6 Millionen                 | 30,4 Millionen                 | 28,4 Millionen                 | 26,9 Millionen                 | 24,4 Millionen                 | 23,6 Millionen                 |
| 09   | Mexiko                 | Nordamerika      | 35,0 Millionen                 |                                |                                | 22,4 Millionen                 | 21,4 Millionen                 | 21,4 Millionen                 |
| 10   | Thailand               | Asien            | 32,6 Millionen                 |                                |                                |                                |                                |                                |

Der Tagestourismus (Reisen ohne Übernachtung am Zielort) ist in diesen Zahlen ebenso wenig berücksichtigt wie der Binnenreiseverkehr innerhalb des jeweiligen Landes. Dieser ist für viele Länder (darunter Deutschland) bedeutender als der internationale Reiseverkehr.

### Deutschland

#### Deutsche Touristen

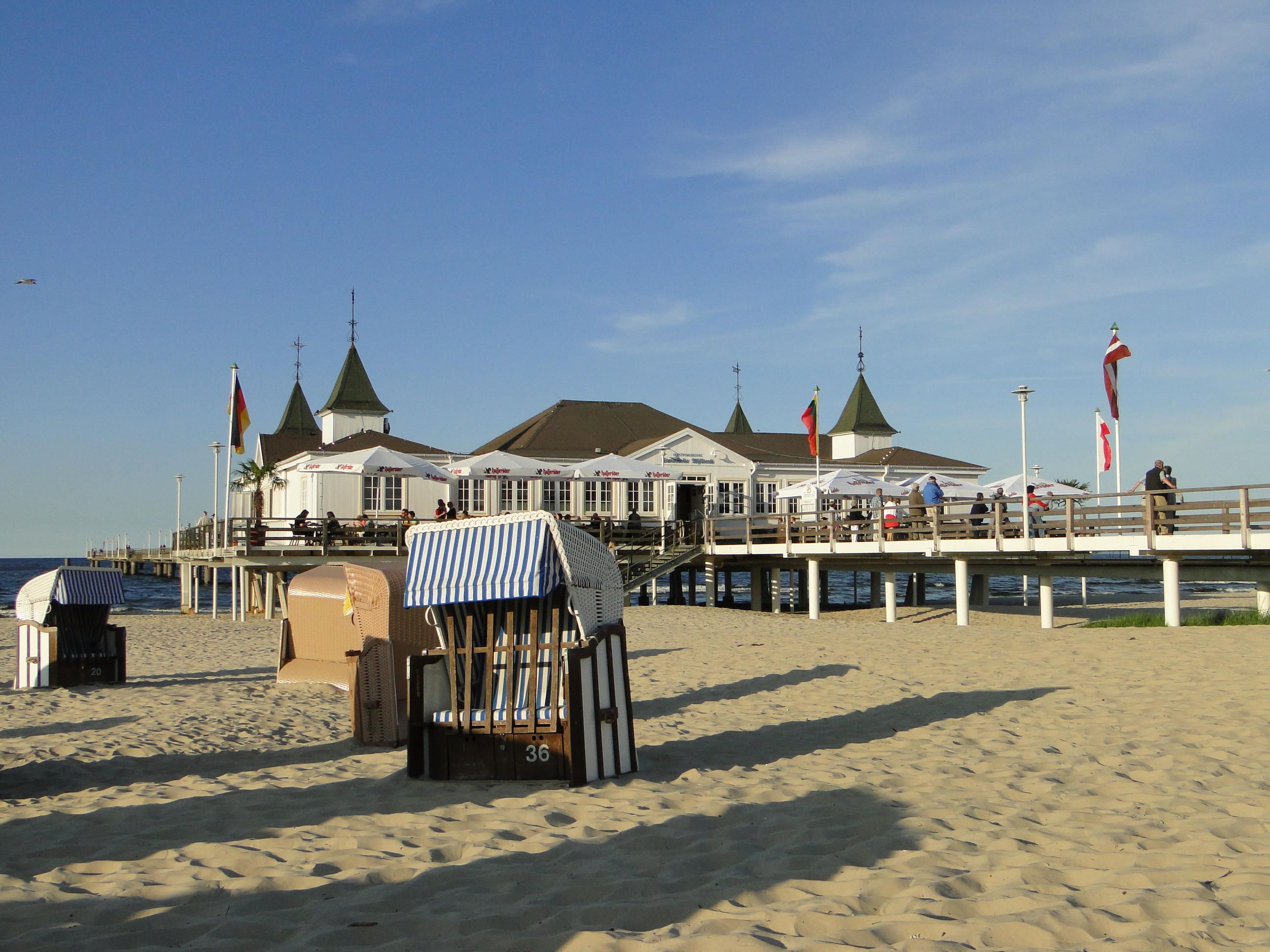
Mecklenburg-Vorpommern ist das beliebteste Reiseziel für Inlandstouristen.
Bild: Seebrücke Ahlbeck auf der Insel Usedom

2010 unternahmen Deutsche 63,3 Millionen Urlaubsreisen (Zweck: Erholung; Mindestdauer: fünf Übernachtungen), von denen 33 % ins Inland führten. Dabei buchten sie 1,4 Milliarden Übernachtungen und gaben 120 Milliarden Euro aus. Im Ausland beliefen sich die Ausgaben deutscher Touristen im Jahr 2010 auf 59 Milliarden Euro.
48,7 Millionen Deutsche über 14 Jahre haben an mindestens einer Urlaubsreise teilgenommen, was einer Reiseintensität von 75,1 % entspricht. Das beliebteste Reiseziel hierbei war Deutschland selbst mit 33,0 %, wovon anteilmäßig 6 Prozent allein auf Mecklenburg-Vorpommern und 5,9 Prozentpunkte auf Bayern entfielen. Es folgten Spanien mit 13,0 %, Italien mit 7,7 %, die Türkei mit 7,0 % und Österreich mit 5,2 %.
Die Tourismusanalyse der Stiftung für Zukunftsfragen – eine Initiative von British American Tobacco zeigt, dass auch 2021 mit 55,5 % noch immer Deutschland selbst das beliebteste Reiseziel ist. Auch die Urlaubsregionen Bayern und Mecklenburg-Vorpommern sind mit jeweils 9,2 % und 7,8 % beliebt wie eh und je. Innerhalb Europas haben Spanien (7,5 %) und Italien (7,2 %) die Gunst der Deutschen. Die Türkei (3,3 %) hat dagegen aufgrund von Terroranschlägen und politischen Unruhen an Zuspruch verloren und rangiert mit Österreich (3,3 %) jetzt gleichauf. Auch Kroatien (2,5 %) konnte in diesem Jahr im Zeitvergleich deutlich weniger Touristen anlocken. Skandinavien (3,7 %) wird dafür für deutsche Touristen immer attraktiver und auch Griechenland (3,8 %) befindet sich unter den Top-10-Reisezielen.
Reiseweltmeister. Lange wurden die Deutschen als Reiseweltmeister bezeichnet, weil sie mehr Geld für Reisen ausgaben als alle andere Nationen. Dieser Titel wird ihnen in letzter Zeit allerdings von den Chinesen streitig gemacht.
Reisekriterien. Ein gutes und faires Preis-Leistungs-Verhältnis ist dabei für mehr als drei Viertel aller Deutschen eine Grundvoraussetzung. Sonne, gesundes Klima und schöne Natur sind zudem deutlich wichtiger als materielle Qualitätsmerkmale wie etwa abwechslungsreiche Abendunterhaltung, gute Einkaufsmöglichkeiten, Wellness-, Aktiv- oder Kulturangebote. Deutsche Urlauber schätzen bei ihren Reisen gemütliche Atmosphäre, Gastfreundschaft und Harmonie mit den Reisepartnern.
Altersgruppen. Ruheständler und Jungsenioren werden dabei für die Tourismusbranche immer wichtiger. Verreisten 2004 nur 44 Prozent aller Ruheständler, sind es 2014 bereits fast 50 Prozent. Die ältere Generation ist damit genauso reiselustig wie junge Erwachsene im Alter zwischen 18 und 24 Jahren und sogar öfter als Singles im mittleren Alter. Darüber hinaus steigt auch die Anzahl der aktiven Jungsenioren zwischen 50 und 64. In dieser Zielgruppe gibt es mittlerweile mehr Reisende als bei den Familien.
Reiseart. Bei 48 % der Reisen erfolgte die An- und Rückreise mit dem PKW, bei 36 % mit dem Flugzeug, bei 8 % mit dem Bus und bei 5 % mit der Eisenbahn. Hauptreiseländer mit dem PKW sind Dänemark, Italien, Kroatien, Österreich, die Schweiz und Ungarn. Die Reisedauer betrug durchschnittlich 12,3 Tage, die Kosten 861 Euro pro Person.

#### Tourismus in Deutschland
In Deutschland erzielte der Fremdenverkehr 2012 mit 2,8 Millionen direkt Beschäftigten einen Umsatz von 140 Milliarden Euro. 125,3 Millionen Gäste (101,5 Mio. aus dem Inland, 23,5 Mio. aus dem Ausland) tätigten 351,4 Mio. Übernachtungen (davon 298,5 Mio. durch Inländer und 52,9 Mio. durch Ausländer) in 54.166 Unterkünften mit etwa 2,6 Mio. Betten.
Das wichtigste Herkunftsland ist Deutschland (113.139.484 Ankünfte 2010). Aus dem Ausland ergibt sich folgende Reihenfolge:
| Land                   | Touristen (Stand 2010) | Prozent (2010) |
| ---------------------- | ---------------------- | -------------- |
| Niederlande            | 3.917.640              | 33,5 %         |
| Vereinigte Staaten     | 2.206.339              | 18,9 %         |
| Schweiz                | 2.028.423              | 17,3 %         |
| Vereinigtes Königreich | 1.986.891              | 17,0 %         |
| Italien                | 1.524.134              | 13,0 %         |

| Land                   | Touristen (Stand 2023) | Prozent (2023) |
| ---------------------- | ---------------------- | -------------- |
| Niederlande            | 11,5 Millionen         | 14,22 %        |
| Schweiz                | 6,8 Millionen          | 8,41 %         |
| Vereinigte Staaten     | 6,5 Millionen          | 8,03 %         |
| Vereinigtes Königreich | 4,8 Millionen          | 5,93 %         |
| Österreich             | 4,2 Millionen          | 5,19 %         |
| Frankreich             | 4,2 Millionen          | 5,19 %         |
| Italien                | 3,5 Millionen          | 4,33 %         |
| Polen                  | 3,4 Millionen          | 4,20 %         |
| Dänemark               | 3,0 Millionen          | 3,71 %         |
| Belgien                | 3,0 Millionen          | 3,71 %         |
| Spanien                | 2,5 Millionen          | 3,09 %         |
| Schweden               | 1,4 Millionen          | 1,73 %         |

4.000 der 12.431 Gemeinden Deutschlands sind in Tourismusverbänden organisiert, 310 davon sind als Heilbäder oder Kurorte anerkannt.

### Österreich
2007 wurden in Österreich 31,1 Millionen Gäste und 121,4 Millionen Nächtigungen (im Vergleich zu 2006: gesamt: +1,6 %, davon: Ausländer +1,3 %, Inländer +2,7 %) registriert. Acht der zwölf nächtigungsstärksten Quellmärkte wiesen 2007 ein Plus auf (in Klammern der Anteil an den Gesamtnächtigungen in Österreich):
1. Deutschland (39,7 %): −1,4 %
2. Österreich (27,2 %): +2,7 %
3. Niederlande (7,5 %): +3,6 %
4. Vereinigtes Königreich (3,2 %): +3,8 %
5. Schweiz (3,0 %): +3,4 %
6. Italien (2,5 %): −3,1 %
7. Belgien (2,1 %): +2,9 %
8. Frankreich (1,4 %): −3,0 %
9. Ungarn (1,2 %): +7,9 %
10. Vereinigte Staaten (1,2 %): −2,6 %
11. Dänemark (1,2 %): +10,3 %
12. Tschechien (1,1 %): +12,5 %

2007 entfielen die Übernachtungen vor allem auf die Bundesländer Tirol (41,8 Millionen), Salzburg (23,4 Millionen), Kärnten (12,8 Millionen), Steiermark (10,0 Millionen) und Wien (9,7 Millionen). Die Österreicher bevorzugten als Reiseziele im Inland die Bundesländer Steiermark (6,4 Millionen), Salzburg (5,5 Millionen) und Kärnten (4,7 Millionen). Die durchschnittliche Aufenthaltsdauer lag für ausländische Gäste bei 4,3, für Inländer bei 3,2 Nächtigungen pro Ankunft.

### Schweiz
Besonders in den wirtschaftlich schwachen Bergregionen der Schweiz ist der Tourismus ein bedeutender Wirtschaftsfaktor. In Graubünden und im Wallis beträgt der Anteil am Bruttoinlandprodukt (BIP) bis zu 30 Prozent, schweizweit waren es im Jahr 2015 2,6 Prozent und etwa 200.000 Beschäftigte. 2016 schrieben 65,4 % aller Gastbetriebe Verlust; und auch die Tourismusbilanz war erstmals seit langem negativ mit 300 Mio. Schweizerfranken, nachdem sie 2011 noch einen Gewinn von über 3 Mia ausgewiesen hatte.
Die beliebtesten Ferienregionen sind Graubünden, das Wallis, die Berner Alpen und das Tessin. Daneben verzeichnen auch Städte wie Luzern, Zürich, Genf und Lausanne viele Besucher, wozu oft auch Geschäftsreisende und Kulturliebhaber gehören.
2011 zählte die Schweiz zählte 35.486.256 Logiernächte in der Hotellerie, dies ist im Vergleich zu 2010 ein Rückgang von 2,0 %. 1990 wurde mit 37,5 Millionen Logiernächten ein Rekordwert erreicht. Von 2007 bis 2016 haben die Destinationen Basel, Zürich, Waadt und Berner Oberland zugelegt, alle andern Regionen haben Gäste verloren. Die Logiernächte verteilten sich in den Jahren 2014 und 2017 wie folgt:
| Region                      | Jahr 2014 | Jahr 2017 |
| --------------------------- | --------- | --------- |
| Graubünden                  | 5.052.225 | 4.850.000 |
| Bern                        | 4.963.424 | 5.070.000 |
| Zürich                      | 4.812.869 | 5.960.000 |
| Wallis                      | 3.887.345 | 3.920.000 |
| Genf                        | 2.939.168 | 3.050.000 |
| Waadt                       | 2.655.696 | 2.890.000 |
| Tessin                      | 2.313.039 | 2.460.000 |
| Luzern resp. Zentralschweiz | 1.919.902 | 3.560.000 |
| Basel-Stadt                 | 1.662.938 | 1.640.000 |
| St. Gallen resp. Ostschweiz | 1.030.646 | 1.900.000 |

Das wichtigste Herkunftsland war die Schweiz selbst mit 16.920.000 Logiernächten im Jahr 2017, das entspricht einer Zunahme von 4,2 % gegenüber 2016 und einem Plus von 8,7 % gegenüber 2007. Bei den ausländischen Gästen haben in den letzten zehn Jahren alle westeuropäischen Länder und Japan deutlich abgenommen. Mehr Gäste kamen dagegen aus China, den Golfstaaten, Korea, Indien und auch aus den USA. Die nachfragestärksten Nationen waren folgende (Ankünfte 2013 – Logiernächte 2017):
| Staat                  | Ankünfte Jahr 2013 | Logiernächte Jahr 2017 |
| ---------------------- | ------------------ | ---------------------- |
| Deutschland            | 1.854.263          | 3.750.000              |
| Vereinigte Staaten     | 726.035            | 2.050.000              |
| Volksrepublik China    | 704.945            | 1.430.000              |
| Vereinigtes Königreich | 698.375            | 1.620.000              |
| Frankreich             | 692.288            | 1.240.000              |
| Italien                | 493.839            | 930.000                |
| Niederlande            | 296.623            | 610.000                |
| Russland               | 215.603            | keine Angaben          |

Die durchschnittliche Aufenthaltsdauer in Hotels lag 2011 für ausländische Gäste bei 2,3 Nächten, für Inländer bei 2,0.
Der Tourismus in der Schweiz war seit Jahren rückläufig – insbesondere aus dem westeuropäischen Raum –, obwohl er mit staatlichen Geldern unterstützt wurde. So kritisierte der Hotelunternehmer und ehemalige Politiker Peter Bodenmann aus Brig verfehlte Werbestrategien und mangelndes Unternehmertum der Tourismusverantwortlichen. Die Aufhebung des Euro-Mindestkurses in der Schweiz im Januar 2015 hatte die negative Entwicklung noch verschärft. Politische Probleme waren auch der nicht realisierte Freihandel und der damit verbundene fehlende Wettbewerb.

### Südtirol
2010 wurden in Südtirol ca. 5,7 Millionen Gäste und 28 Millionen Nächtigungen (bei ca. 500.000 Einwohnern) gezählt.

### Weitere europäische Länder
Über den Tourismus in anderen europäischen Ländern geben entsprechende Länderartikel nähere Auskunft:

Albanien |
Belarus |
Belgien |
Bosnien und Herzegowina |
Bulgarien |
Dänemark |
Deutschland |
Estland |
Finnland |
Frankreich |
Griechenland |
Irland |
Island |
Italien |
Kasachstan |
Kosovo |
Kroatien |
Lettland |
Litauen |
Luxemburg |
Malta |
Moldau |
Montenegro |
Niederlande |
Nordmazedonien |
Norwegen |
Österreich |
Polen |
Portugal |
Rumänien |
Russland |
Schweden |
Schweiz |
Serbien |
Slowakei |
Slowenien |
Spanien |
Tschechien |
Türkei |
Ukraine |
Ungarn |
Vereinigtes Königreich
Tourismus nach Staat in:

Afrika |
Asien |
Australien und Ozeanien |
Europa |
Nord- und Südamerika

### Tourismusstatistiken
Die amtlichen Tourismusstatistiken dienen dazu, die Entwicklung des Tourismus zu beobachten und darüber alle Interessierten aktuell und objektiv zu informieren. Diese Statistiken werden nach den Vorschriften und Usancen des jeweiligen Staates erstellt und können daher von sehr unterschiedlicher Qualität sein.
So werden zum Beispiel in Deutschland, Österreich und der Schweiz auf Grund gesetzlicher oder verordnungsmäßiger Verpflichtung der Beherbergungsbetriebe von diesen monatlich die Summen der Ankünfte und Nächtigungen von Gästen (nach Herkunftsländern der Gäste gegliedert) gemeldet. Außerdem wird der Bestand an Beherbergungsbetrieben sowie deren Zimmer- und Bettenanzahl erhoben.
In Großbritannien und Irland, wo (auch für Einheimische) keine der mitteleuropäischen Rechtslage entsprechende Verpflichtung, seinen Wohnsitz oder vorübergehenden Aufenthalt zu melden, besteht, entstehen die Tourismusresultate aus Zählungen ankommender Gäste auf Flughäfen und in Häfen und aus Stichprobenerhebungen in der Hotellerie. In den Zahlen können daher hier auch Besuche bei Freunden und Verwandten (VFRs – Visits of Friends and Relatives) inkludiert sein, die in Deutschland nicht erhoben werden.
Bei internationalen Vergleichen für Regionen und Städte ist außerdem das Gebiet zu berücksichtigen, für das die Zahlen publiziert werden. Bei internationalen Vergleichen der Beherbergungskapazität ist zu berücksichtigen, was im jeweiligen Staat unter einem Beherbergungsbetrieb oder unter gewerblicher Beherbergung (im Unterschied zu Privatzimmern) verstanden wird.
In Deutschland werden zwei zentrale Statistiken erstellt:
- Die Monatserhebung im Tourismus berichtet über das Beherbergungsgewerbe in Deutschland, also über die Anbieterseite. Die Beherbergungsbetriebe liefern Angaben über die Zahl der Ankünfte und Übernachtungen von Gästen, wobei bei Gästen mit ständigem Wohnsitz im Ausland noch nach Herkunftsländern unterschieden wird. Ergänzt werden diese Daten um Angaben zu den Kapazitäten in Form der angebotenen Betten und bei Campingplätzen der angebotenen Stellplätze.[63][64]
- Bei der Statistik über die touristische Nachfrage werden Deutsche nach ihrem Reiseverhalten befragt. Damit liefert diese Erhebung Angaben über die Nachfrager touristischer Leistungen. In telefonischen Interviews werden vierteljährlich bis zu 2500 Reisende nach Reiseziel, Zahl der Übernachtungen und Reiseausgaben gefragt.[65]

## Tourismusvermarktung
Klassischerweise begann das Tourismusmarketing mit dem örtlichen „Fremdenverkehrsbüro“ (später „Tourist Info“), die sich aus „Ortsverschönerungsvereinen“ oder Interessengemeinschaften (Hoteliers, Bergführerverbände) schon um die Jahrhundertwende und besonders in den 1920ern entwickelten, in der Wiederaufbauzeit Europas und Internationalisierung des Reisens als Besucherlenkung, sowie seit den 1960ern als Werbung in den klassischen Medien.
In jüngeren Jahren wird die Tourismusvermarktung auch zunehmend Anliegen der staatlichen Wirtschaftsförderung und ist eng mit Raumordnung und Standortvermarktung verbunden. Die meisten Staaten haben eigene Dienststellen für Angelegenheiten des Tourismus, und vermarkten ihren Landesnamen als Marke und Destination selbst.
Das wichtigste Kommunikationsmedium mit potentiellen oder tatsächlichen Gästen sind die entsprechenden Webportale der Institutionen, der Tourismusbetriebe und der Dachverbände. Neben Information über den Ort und die Region und über aktuelle Umstände (etwa Wetter, Schneelage, Badeseetemperatur, Veranstaltungen und ähnliches) wird auf diesen Websites oft auch die Möglichkeit geboten, Angebote online zu buchen. Vermarkter besitzen bei Bedarf, um bei Buchungen alle Gästewünsche erfüllen zu können, einen gewerblichen Reisebürobetrieb.
Informationen über Vermarktungsstrukturen und -aktionen finden sich oft auf den B2B-Webseiten der Organisationen, die die Tourismusvermarktung betreiben.

## Strukturen und Organisation

### International
- Association Internationale d’Experts Scientifiques du Tourisme (AIEST)[67]
- Alliance Internationale de Tourisme (AIT)[68]
- Bureau International du Tourisme Social (BITS)[69]
- Fédération mondiale du thérmalisme (FEMTEC)[70]
- Federation of International Youth Travel Organizations (FIYTO)
- International Congress and Convention Association (ICCA)[71]
- International Association of Professional Congress Organizers (IAPCO)[72]
- International Civil Aviation Organization (ICAO)[73]
- Universal Federation of Travel Agents Associations (UFTAA)[74]
- World Tourism Organisation (UNWTO)[75]

### Europa
- European Travel Commission (ETC)[76]
- European Cities’ Marketing (ECM)[77]

### National
Offizielle Tourismuswerbeorganisationen werden neuerdings in der Branche als Destinationsmarketingorganisationen oder Destinationsmanagementorganisationen (DMO) bezeichnet.
Jost Krippendorf definiert:

„Marketing im Fremdenverkehr ist die systematische und koordinierte Ausrichtung der Unternehmenspolitik von Fremdenverkehrsbetrieben sowie der privaten und staatlichen Fremdenverkehrspolitik der lokalen, regionalen, nationalen und internationalen Ebene zur bestmöglichen Befriedigung der Bedürfnisse bestimmter Konsumentengruppen unter Erzielung eines angemessenen Gewinns“

Paul Bernecker erkannte, dass der Tourismus durch seine starke wirtschaftliche Verflechtung mit großteils kapitalintensiver Struktur angesichts der immer kürzer werdenden Amortisationsfristen zur Steuerung seiner wirtschaftlichen Umwelt gezwungen wird. Das geschieht am ehesten mit Vermarktungsmethoden und -instrumenten.
Destinationsmarketingorganisationen auf nationaler Ebene sind
- Deutsche Zentrale für Tourismus (DZT).
- Österreich Werbung mit der Marke Urlaub in Österreich als zentrales Portal und Anlaufstelle.
- Atout France (vormals Maison de la France) in Frankreich[78] Siehe auch: Fédération nationale des offices de tourisme et syndicats d’initiatives
- Visit Britain im Vereinigten Königreich.
- ENIT (Ente Nazionale Italiana del Turismo) in Italien.
- Schweiz Tourismus

In der Schweiz gibt es neben Schweiz Tourismus als Interessenvertretung des Tourismus auf politischer und wirtschaftlicher Ebene den Schweizer Tourismus-Verband (STV), der Lobbying betreibt. Zudem bringt die Basler Fachorganisation Arbeitskreis Tourismus und Entwicklung auf dem Reiseportal „Fair unterwegs“ die aktuellen Zahlen und Fakten aus entwicklungspolitischer Sicht zur wirtschaftlichen Bedeutung des Tourismus.
Daneben gibt es nationale Interessenvertretungen wie als Dachverband der Deutschen Tourismuswirtschaft den Bundesverband der deutschen Tourismuswirtschaft (Bundesverband der Deutschen Tourismuswirtschaft – BTW) die Organisationen der Reiseveranstalter (zum Beispiel United States Tour Operators Association – USTOA), der Reisebüros (zum Beispiel Deutscher Reisebüroverband – DRV), der Reisevermittler, der Hoteliers (zum Beispiel Österreichische Hoteliervereinigung – ÖHV), Autobusunternehmer (zum Beispiel Ring deutscher Autobusunternehmer – RDA), der Guides, der Hotelportiere (Les Clefs d’Or), der Seilbahnunternehmer, der Restaurants und der Unterhaltungsbetriebe.
National koordiniert sind auch die gesetzlichen Regelungen (spezielle Tourismusgesetze und anderes Wirtschafts-, Handels- sowie einschlägiges Gewerberecht, Verkehrsrecht und Arbeitsrecht), die Tourismuspolitik, die Belange der öffentlichen Verwaltung (etwa in Ministerien mit Kompetenzen für Tourismus, in manchen Staaten auch explizite Tourismusministerien) sowie die Tourismusförderung.

### Regional und lokal

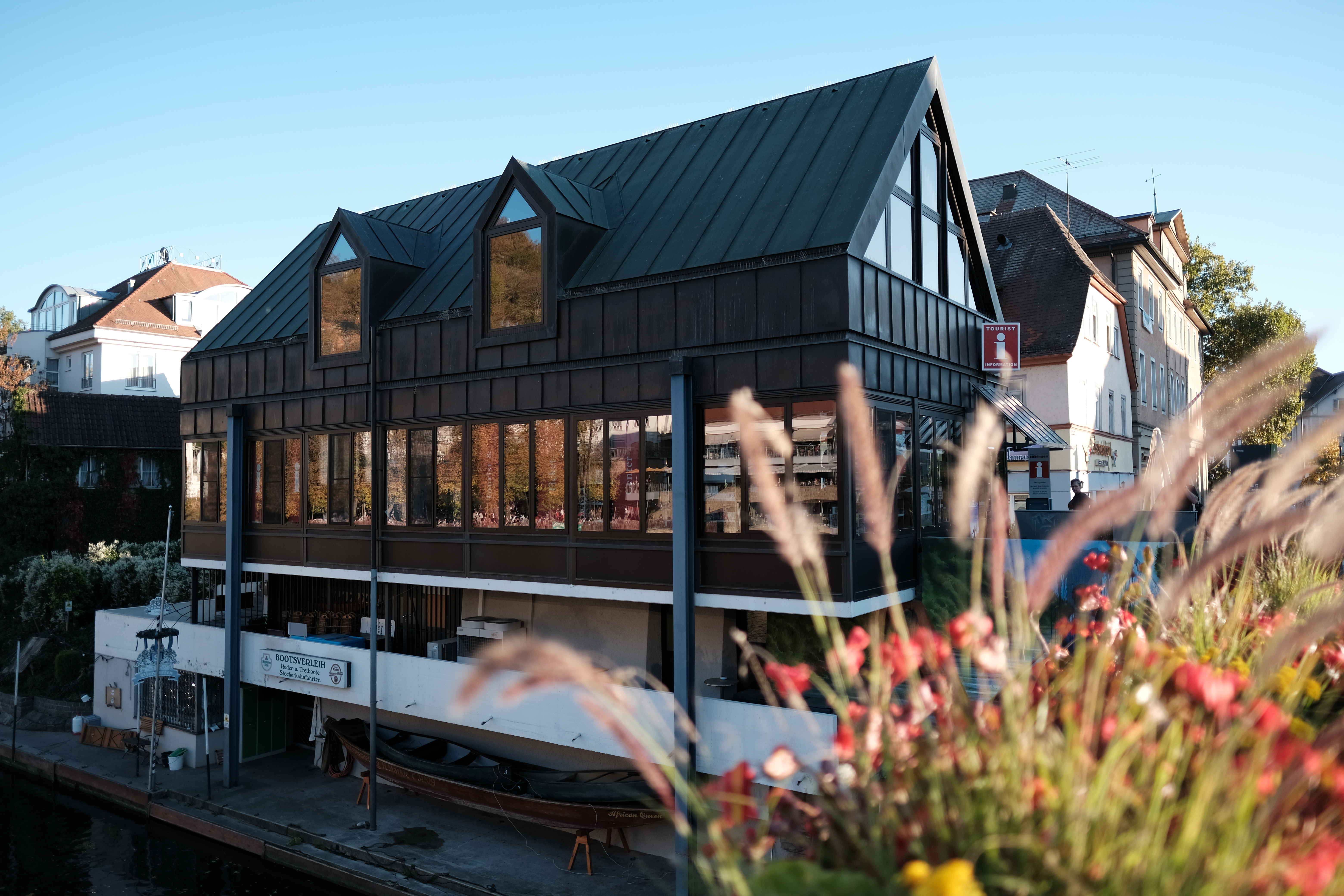
Verkehrsverein Tübingen

Auf regionaler und lokaler Ebene sind oft Tourismusverbände (TV oder TVB; früher „Fremdenverkehrsverbände“, FFV) der Gemeinden und Regionen Interessensvertretungen und Vermarktungsorganisationen; sie betreiben im Allgemeinen die meist Tourist-Information genannten Informations- und Auskunftsstellen für Gäste am Reiseziel. Die jeweilige Institution koordiniert Angebot, Nachfrage, Zeit- und Werbepläne sowie Vermarktung des Angebots und fasst oft alle beteiligten Interessensgruppen zusammen. Vielerorts fungieren Abteilungen von Stadt- und Regionsverwaltungen als Tourismusbüro (DMO, Destination Marketing Organization), zunehmend werden diese als öffentliches Unternehmen geführt. In den USA fungieren Convention and Visitor Bureaus (CVB) in diesem Sinn. In Europa heißen solche Organisationen meist auf Englisch Tourist Board.
Vereine und Verbände beruhen oft auf rechtlicher Basis (Tourismusgesetzgebung, Raumordnung, amtliche Statistik), die teils auch die Rechtsform (öffentlich-rechtlich, privatrechtlich nach dem Vereinsgesetz, privatrechtlich nach dem GesmbH-Gesetz) festlegen können. Die jeweilige Institution vertritt eine Tourismusgemeinde oder eine Tourismusregion. Diese beruht auf freiwilliger oder von staatlicher Seite durch die Steuerung von Finanzierungsquellen erwirkter Zusammenarbeit mehrerer benachbarter Gemeinden.
Daneben gibt es auch andere touristisch orientierte private Gesellschaften und Vereine (zum Beispiel Dachverbände der Tourismusakteure, Berufsverbände der Gästeführer, Verschönerungsvereine, regionale Hoteliervereine, Direktvermarktungskooperativen).

### Tourismusmessen
Bedeutende internationale Fachmessen für Tourismus.
- Internationale Tourismus-Börse (ITB) in Berlin, Deutschland, die weltweite Leitmesse im Tourismus.
- imex: auf der Frankfurter Messe in Frankfurt am Main, für die MICE-Industrie mit 3.000 ausstellenden Unternehmen aus 140 Ländern, nationale und internationale Tourismusbüros, Hotelgruppen, Airlines, DMCs, Dienstleister, Branchenverbände und mehr. Über 3.000 Hosted Buyers aus mehr als 50 Ländern bilden einen Anteil an den insgesamt 7.000 Besuchern (2005). Vor allem Kongressveranstaltungen in Hotels werden vermittelt. Ein weiterer Schwerpunkt sind Incentive-Reisen.
- Caravan, Motor und Touristik: Bei der Stuttgarter Urlaubsmesse mit den Schwerpunkten Caravaning, Camping, Motor, und Tourismus präsentieren sich jährlich die Anbieter aus den Bereichen nationale und internationale „Fremdenverkehrsverwaltungen, -ämter, -verbände“, Bäder- und Kurverwaltungen, Reiseveranstalter, Reisebüros, Freizeiteinrichtungen, Unterbringung und Unterkunft, sowie die touristische Fachliteratur und Presse.
- Salon International du Tourisme et des Voyages (SITV) in Colmar, Frankreich
- Vakantiebeurs in Utrecht, Niederlande
- World Travel Market (WTM) in London, Großbritannien
- Ferien-Messe in Wien, Österreich
- Borsa del Turismo Italiano (BIT) in Mailand, Italien
- FITUR in Madrid, Spanien

Je intensiver eine DMO die von ihr definierten Quellmärkte ihres Gästeaufkommens direkt bearbeitet, umso weniger ist sie auf Messekontakte angewiesen. Für viele DMOs sind touristische Fachmessen allerdings trotz Internet eine kostengünstige Methode zur Kontaktaufnahme und -pflege mit (potentiellen) Geschäftspartnern im Ausland.

## Tourismusberufe und Ausbildung
Tourismus kann in Deutschland meist als Schwerpunkt innerhalb der BWL, im Rahmen der Geographie oder als eigener Studiengang Tourismus/Touristik bzw. Tourismusmanagement oder Tourismus-BWL studiert werden.
Die Themenbereiche werden in einigen Hochschulen und Ausbildungseinrichtungen mit Lehrmodulen aus dem Freizeit- und Veranstaltungsmanagement angeboten.
In mehreren Bundesländern in Deutschland gibt es auch eine umfassende und praxisorientierte Tourismusausbildung an Berufsfachschulen. Sie dauert zumeist zwei Jahre und endet mit der staatlichen Abschlussprüfung zum Touristikassistenten.
Durch bundeseinheitliche Ausbildungsordnungen sind die Ausbildungsberufe Reiseverkehrskaufmann/-frau bzw. Tourismuskauffrau/-mann (seit 2011) und Kaufmann/-frau für Tourismus und Freizeit festgelegt. Ein deutscher Abschluss auf Meisterebene ist der Geprüfte Tourismusfachwirt, der durch IHK-Prüfung erlangt wird.

## Tourismusforschung
Relativ jung ist die wissenschaftliche Auseinandersetzung mit dem Phänomen des Tourismus. Gleichwohl hat sie in kurzer Zeit eine ganze Reihe spezialisierte Fachdisziplinen hervorgebracht, zu deren wichtigste etwa Tourismusgeographie, -soziologie, -psychologie, -ökonomie und -geschichte gehören. Die Tourismuswissenschaft selbst ist ihrerseits bereits Gegenstand historischer Betrachtung und nahe verwandt mit Freizeitsoziologie.
1941 wurden gleichzeitig an der Universität Bern das Forschungsinstitut für Fremdenverkehr (FIF) und an der Hochschule St. Gallen das Seminar für Fremdenverkehr gegründet. Die erste gemeinsame Studie von Walter Hunziker und Kurt Krapf 1942 – Allgemeine Fremdenverkehrslehre – war bereits interdisziplinär aufgebaut und gilt noch immer als Standardwerk.
Jost Krippendorf, der ehemalige FIF-Direktor und erste Leiter der IKAÖ, löste mit seinem Buch Die Landschaftsfresser (1975) eine ökologische Diskussion im Tourismus aus.
2007 wurde im Auftrag des österreichischen Bundesministeriums für Wirtschaft und Arbeit das Internetportal tourism-knowhow.at zum Export von österreichischem Tourismus-Know-how entwickelt und im April des Jahres gestartet.

## Das Wortfeld „Fremdenverkehr“ in der Kritik
Das Englische und das Französische kennen nur die Bezeichnung „tourism“ bzw. «tourisme», das Deutsche hingegen noch die ältere Bezeichnung Fremdenverkehr. Im deutschen Sprachgebrauch tauchte die Bezeichnung „Tourismus“ in den 1960er Jahren auf. Seit den 1980er Jahren wurden die Bezeichnungen vieler offizieller Fremdenverkehrsinstitutionen im deutschen Sprachraum auf Tourismus umgestellt, da Gäste nicht länger als „Fremde“ bezeichnet werden sollten, weil bei der Verwendung des Begriffs „Fremder“ leicht die Konnotation „Fremdenfeindlichkeit“ aufkommt und der Volkswirtschaft nützliche Menschen nicht abgeschreckt werden sollen. Dass Reisende tatsächlich keineswegs immer bei Einheimischen willkommen sind, zeigt die um 2000 aufgetauchte Wortprägung Kriminaltourismus. Ebenso unwillkommen sind vielen Einheimischen Reisende, die als Nicht-EU-Inländer mit einem Touristenvisum in ein Land der EU einreisen, um sich dort dauerhaft illegal aufzuhalten (und zu arbeiten).

## Rechtliche Stellung der Touristen
Die meisten Bestimmungen, die die rechtliche Stellung des Touristen beeinflussen, zählen zum Privatrecht (in Österreich: Zivilrecht), d. h. zu den zwischen Reisendem und Leistungserbringer vertraglich zu vereinbarenden Regeln. Zum Schutz des schwächeren Vertragspartners, des Reisenden, kommt zumeist zwingend das Konsumentenschutzrecht seines Wohnsitzlandes zur Anwendung. Konsumentenschutzorganisationen kontrollieren das „Kleingedruckte“ der Buchungen und bringen gegen unfaire Klauseln gelegentlich Verbandsklagen ein.
In Europa hat die Europäische Union mit folgenden Regelungen den Konsumentenschutz im Tourismus verbessert:
- Fluggesellschaften sind nunmehr auf Grund der Verordnung (EG) Nr. 261/2004 des Europäischen Parlaments und des Rates vom 11. Februar 2004 verpflichtet, bei größeren Flugverspätungen oder beim Ausfall eines Fluges an die Passagiere Ausgleichszahlungen zu leisten.
- Die Höhe der Mautgebühren auf Mautstraßen in der EU darf nicht willkürlich festgelegt werden und unterliegt ggf. der Kontrolle durch die EU-Kommission (So wurde zum Beispiel Slowenien ermahnt, weil keine Autobahnvignette für durchreisende Urlauber angeboten wurde und diese eine Halbjahresvignette kaufen mussten.)
- Der Europäische Gerichtshof hat demgemäß verfügt, dass günstigere Eintrittspreise für Einheimische (wie sie zum Beispiel in einigen österreichischen Gemeinden bei Schwimmbädern und Skiliften üblich waren) dem Gemeinschaftsrecht widersprechen und unzulässig sind.
- Im Rahmen der gemeinsamen Außen- und Sicherheitspolitik der EU wurde vereinbart, dass Touristen bei Reisen außerhalb der EU von diplomatischen Vertretungen anderer EU-Mitgliedstaaten Hilfe geleistet wird, wenn der Wohnsitzstaat des Reisenden im betreffenden Land keine Vertretung betreibt.
- Im Schengener Abkommen, dem die Mehrzahl der EU-Mitgliedstaaten sowie Norwegen, die Schweiz und Island beigetreten sind, wurden die Personenkontrollen an den Binnengrenzen des Schengenraums abgeschafft. Reisende können diese Binnengrenzen nunmehr an jeder beliebigen Stelle überqueren (müssen allerdings Reisepass oder Personalausweis weiterhin mitführen).

In Deutschland und Österreich verpflichten gesetzliche Bestimmungen Reiseveranstalter, einen Fonds zu finanzieren, aus dem im Fall ihrer Zahlungsunfähigkeit der Heimtransport der Gäste beglichen werden kann.
Gegen Personen, die sich auf der Durchreise befinden, kann im schweizerischen Schuldbetreibungs- und Konkursrecht ein Arrest bewilligt werden „für Forderungen, die ihrer Natur nach sofort zu erfüllen sind“ (Art. 271 Abs. 1 Z. 3 SchKG).
Touristen, die sich in unsichere Gebiete begeben, können damit rechnen, dass ihr Wohnsitzstaat ggf. an ihrer Befreiung aus Geiselnahme, ihrer medizinischen Versorgung und ihrem Heimtransport mitwirkt. Sie müssen allerdings damit rechnen, dass ihnen der Staat zumindest einen Teil der ihm dabei entstandenen Kosten zur Begleichung vorschreibt – vor allem, wenn die Gefahr, in die sie sich begeben haben, schon vorher allgemein bekannt war.

## Tourist
Das Wort Tourist ist nicht nur das Nomen Agentis von Tourismus, sondern auch die unterste Preisklasse einer europaweit geltenden Kategorie von Hotelzimmern, die von der DEHOGA übernommen wurde:
| Anzahl der Sterne     | Preisklasse | Zimmergröße (Einzelzimmer/Doppelzimmer) | Dienstleistung |
| --------------------- | ----------- | --------------------------------------- | --- |
| {\displaystyle *}     | Tourist     | bis 8 m² / bis 12 m²                    | Rezeption, einfaches Frühstück (continental breakfast), fließendes Wasser, Kofferablage, Aufenthaltsraum                                                                                           |
| {\displaystyle **}    | Standard    | bis 12 m² / bis 16 m²                   | 50 % der Zimmer mit Dusche/Bad/WC, Stuhl pro Bett, Tisch; Getränkeautomat |
| {\displaystyle ***}   | Komfort     | bis 14 m² / bis 18 m²                   | 90 % der Zimmer mit Dusche/Bad/WC, Telefon im Zimmer, 70 % der Zimmer mit Fernsehgerät, Minibar; erweitertes Frühstück/Buffet, 12 Stunden besetzte Rezeption, Restaurant                           |
| {\displaystyle ****}  | First Class | bis 16 m² / bis 24 m²                   | alle Zimmer mit Dusche/Bad/WC, Frühstücksbuffet und Zimmerservice, Bademantel auf Wunsch, Kosmetikspiegel, Fön, alle Zimmer mit Fernsehgerät; Empfangshalle, Restaurant, Hotelbar                  |
| {\displaystyle *****} | Luxus       | über 18 m² / über 26 m²                 | Suiten, Zimmer mit Dusche/WC, davon 80 % mit Bad/WC, 24 Stunden besetzte Rezeption mit Concierge, Empfangshalle mit Getränkeservice, Restaurants, Hotelbar, Konferenzräume und Bankett-Möglichkeit |

Es handelt sich um eine europaweite Klassifizierung (Hotelstars Union). Sie ist drei Jahre gültig, danach erfolgt eine erneute Überprüfung nach den dann aktuellen Kriterien.